# Hortus sanitatis
Pour les articles homonymes, voir Hortus (homonymie).
Hortus sanitatis ou Ortus sanitatis est un herbier en latin, publié en juin 1491 à Mayence par Jacob Meydenbach. De même que l‘herbier en latin Herbarius moguntinus  (imprimé par Peter Schöffer, 1484) et l’herbier en allemand Le Jardin de santé (écrit par Johann Wonnecke von Kaub; imprimé par Peter Schöffer, 1485) le Hortus sanitatis appartient au Groupe des herbiers-incunables de Mayence.

## Auteur
L'auteur est inconnu. Parfois, Johann Wonnecke von Kaub est nommé à tort comme l'auteur.

## Contenu
Le texte est mis à imprimer sur deux colonnes.
Il est divisé en cinq sections, dans lesquelles les substances utilisées pour la thérapie sont décrites :
1. De Herbis avec 530 chapitres sur les herbes.
2. De Animalibus avec 164 chapitres sur les animaux terrestres (1er chapitre: De homo).
3. De Avibus avec 122 chapitres sur les oiseaux et autres animaux volants.
4. De Piscibus avec 106 chapitres sur les animaux aquatiques.
5. De Lapidibus avec 144 chapitres sur les pierres semi-précieuses, les minerais et les minéraux.

Un traité sur l’uroscopie et plusieurs registres détaillés forment la conclusion.

## Sources
Le Hortus sanitatis est une compilation d'après des encyclopédies médiévales bien connues, par exemple d'après le Liber pandectarum medicinae omnia medicine simplicia continens de Matthieu Silvaticus (XIVe siècle) et d'après le Speculum naturale de Vincent de Beauvais (XIIIe siècle),,

## Éditions

### Incunables (estampes duXVesiècle)
- Mayence. Jacob Meydenbach (23 juin) 1491[4]
- Strasbourg. Anonyme 1496
- Strasbourg. Anonyme 1497[5]
- Strasbourg. Anonyme 1500 (Johann Prüß l'Ancien ?)[6]
- Paris. Vérard 1500

### Post-incunable (XVIesiècle)
- Strasbourg après 1500[7]

Avec des gravures sur bois de l'atelier de Hans Grüninger.
- Venise (Bernhardinus Benalius et Johannes de Cereto de Tridino) 1511

4e réimpression : Venise 1611 ; Réimpression (en deux volumes) Wurtzbourg 1978.
- Strasbourg 1517[8]

### Sections deux à cinq duHortus sanitatis. Sans section unDe herbis. Latin
- Strasbourg. Apiarius 1536[9]

### Sections deux à cinq duHortus sanitatis. Sans section unDe herbis. Allemand
- Strasbourg 1529. Hans Grüninger[10]
- Strasbourg 1529. Balthasar Beck. Jardin de la santé. au latin …[11]
- Strasbourg 1536. Mathias Apiarius. Jardin de la santé Zů Latin …[12]
- Francfort 1556. Hermann Gülfferich. Gart der Gesundtheyt zu Latin ...[13]

### Abbildungen (Auswahl). Ausgabe Mainz 1491[14]

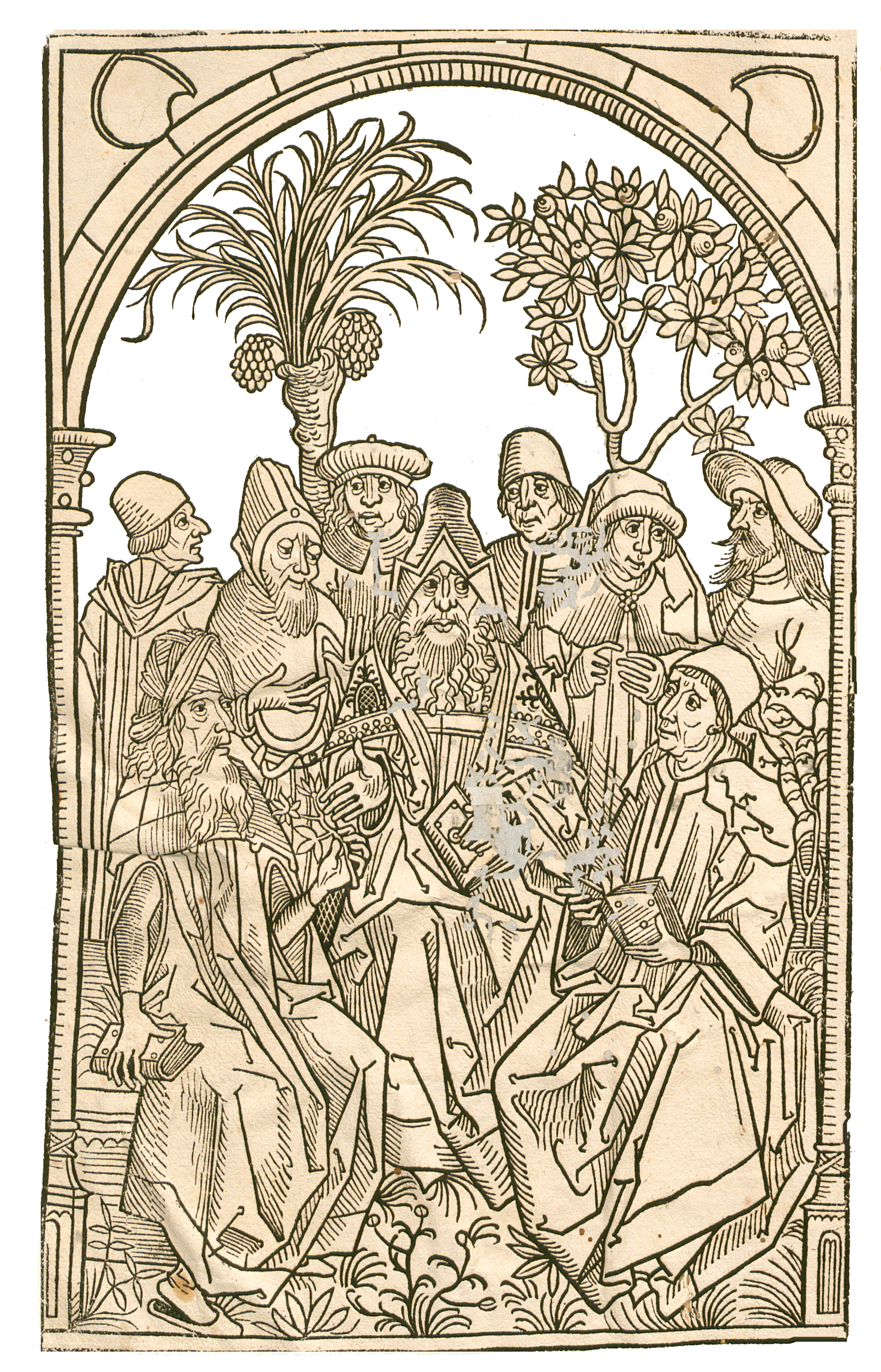
Page-titre
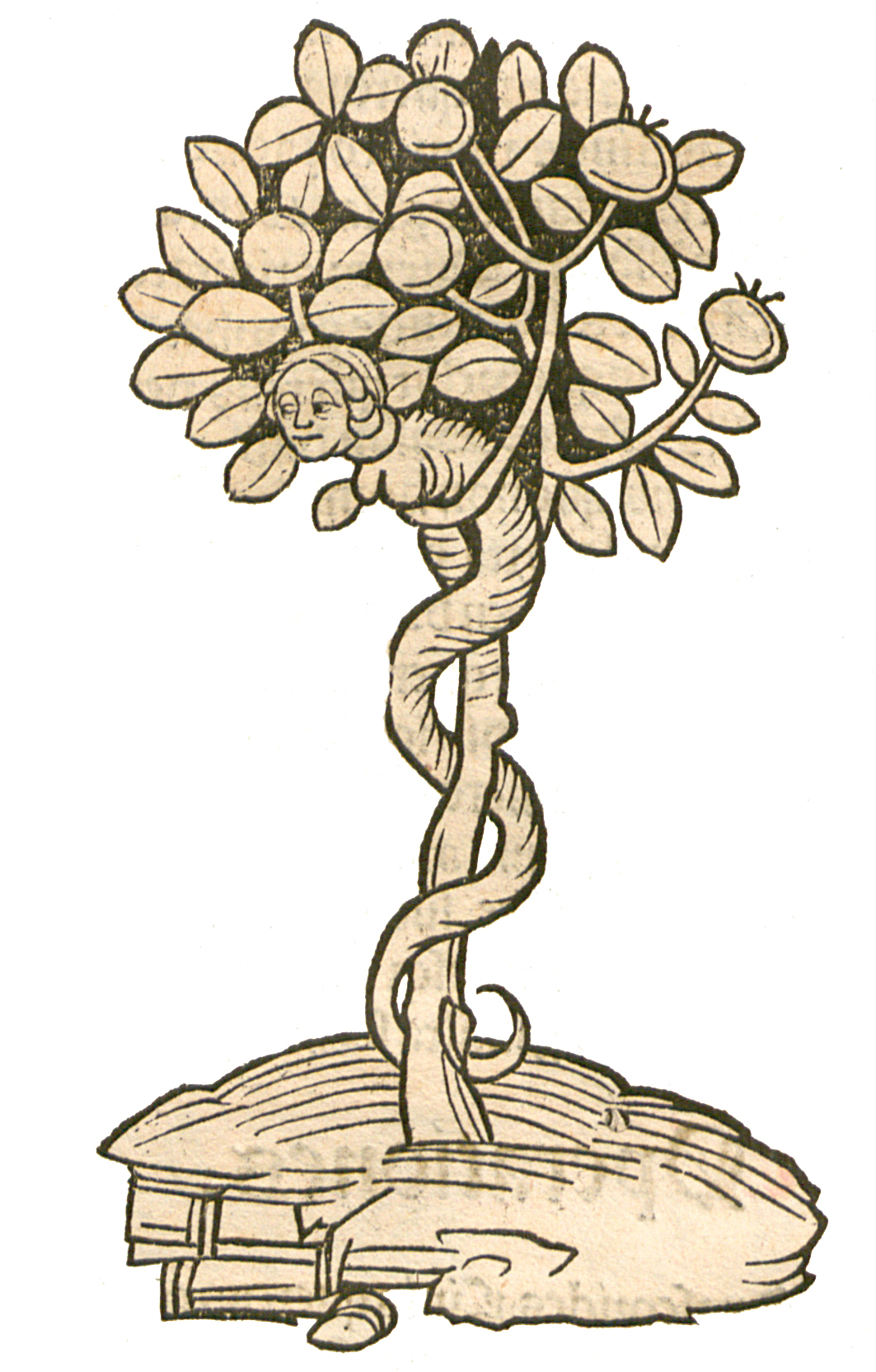
Livre I, chapitre 43. ..... Arbor vel lignum vite paradisi
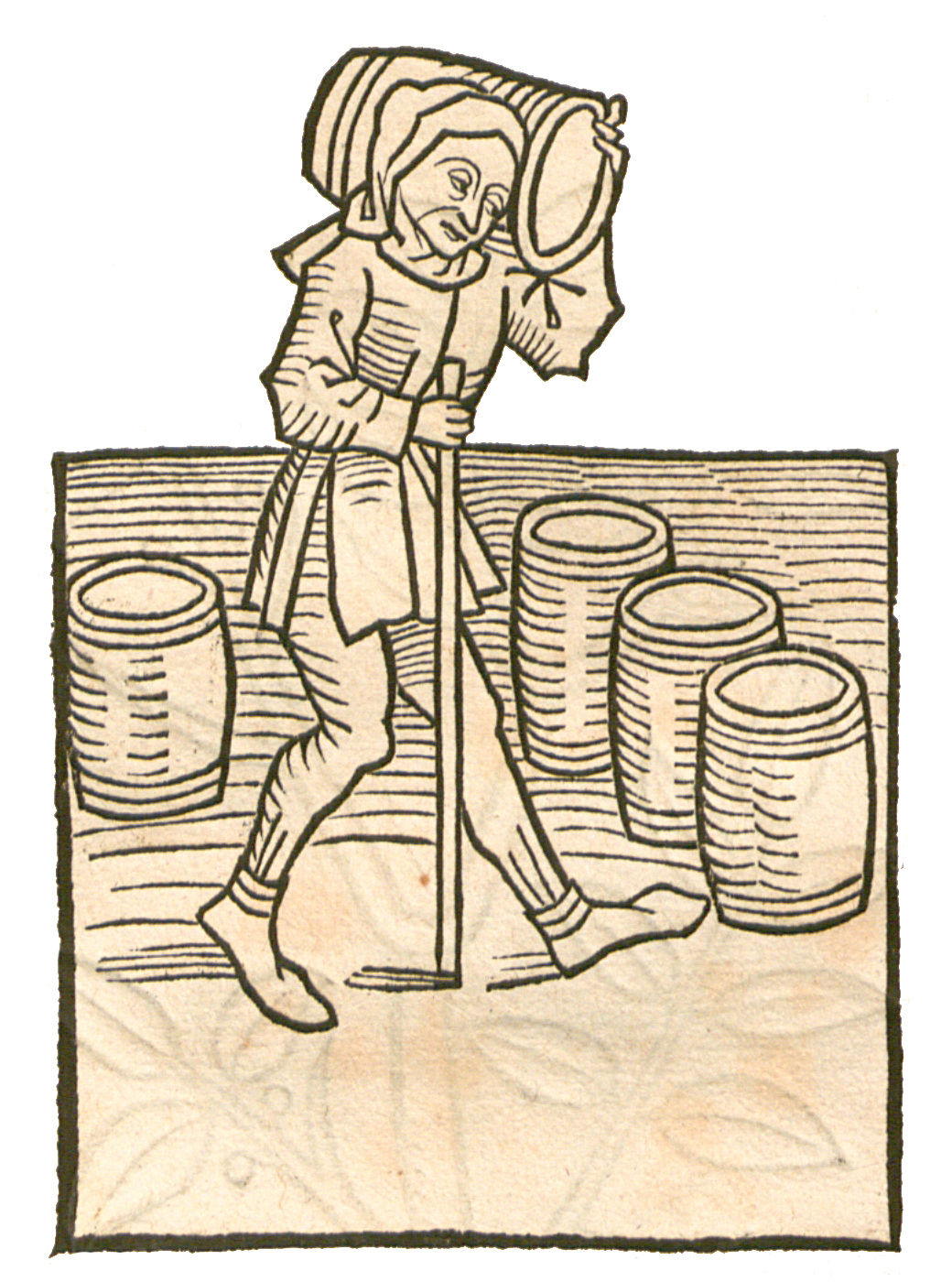
Livre I, chapitre 84. Butirum – Beurre
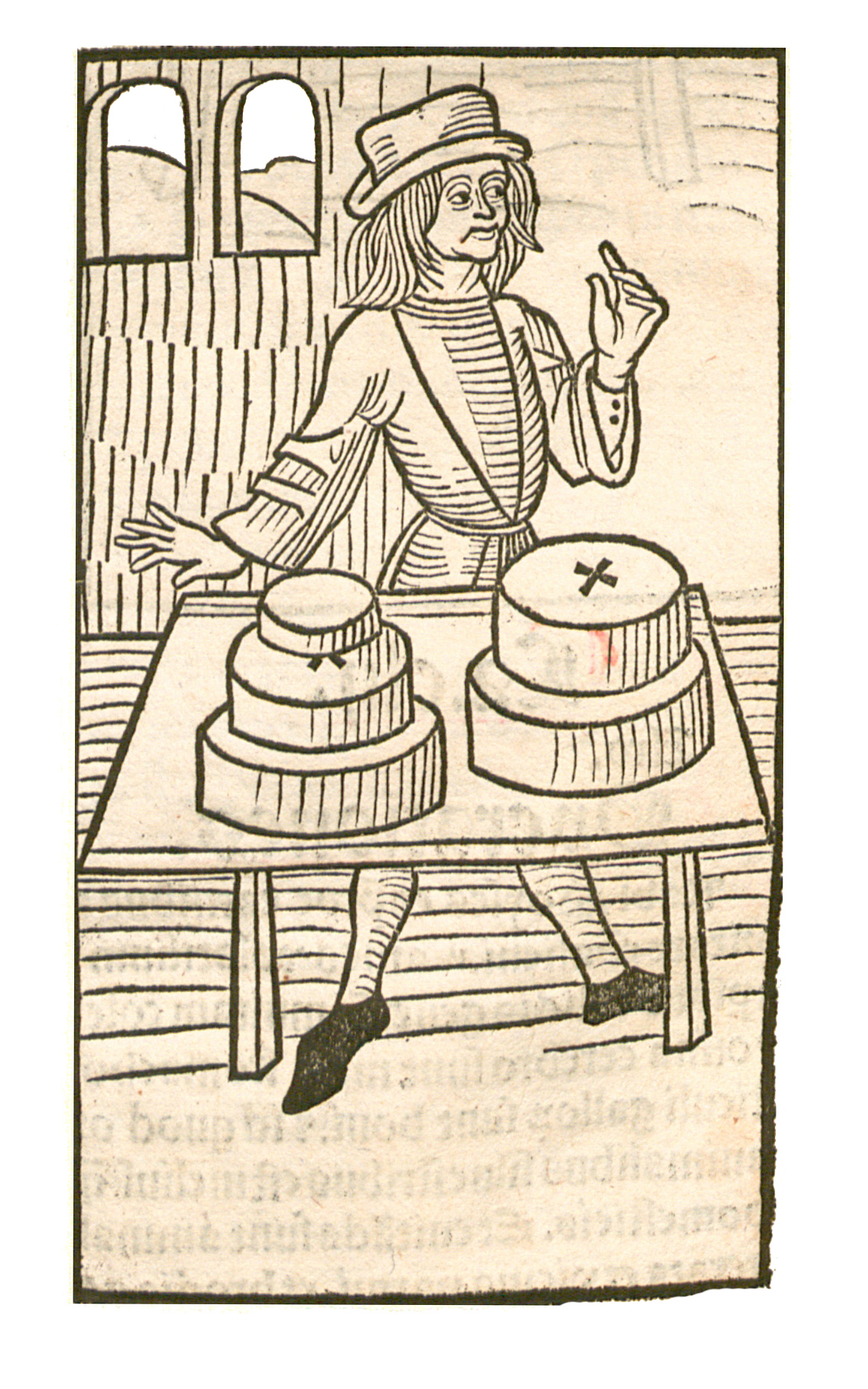
Livre I, chapitre 153. Caseus – Fromage
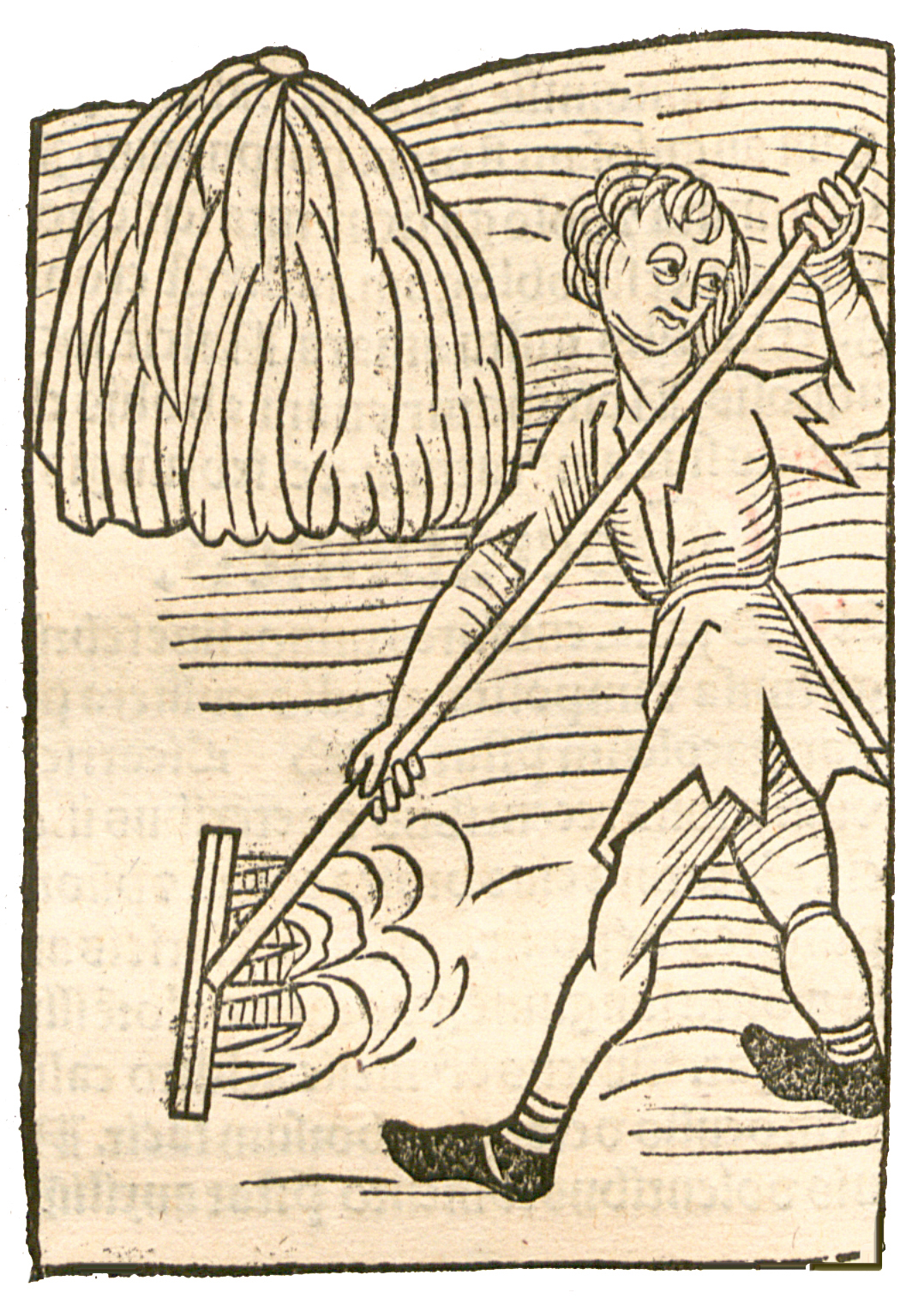
Livre I, chapitre 192. Fenum – Foin
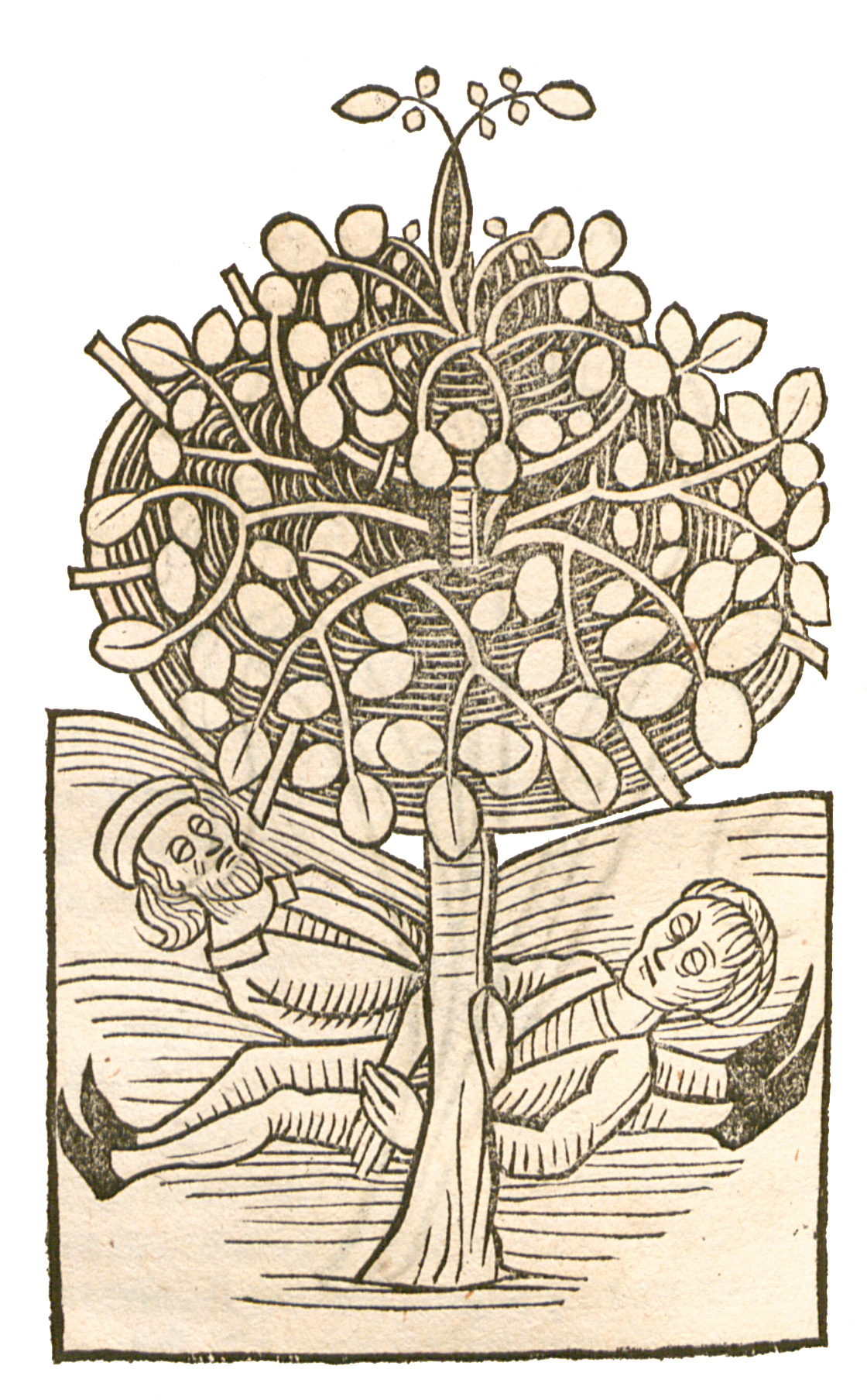
Livre I, chapitre 221. Hauser vel hausor
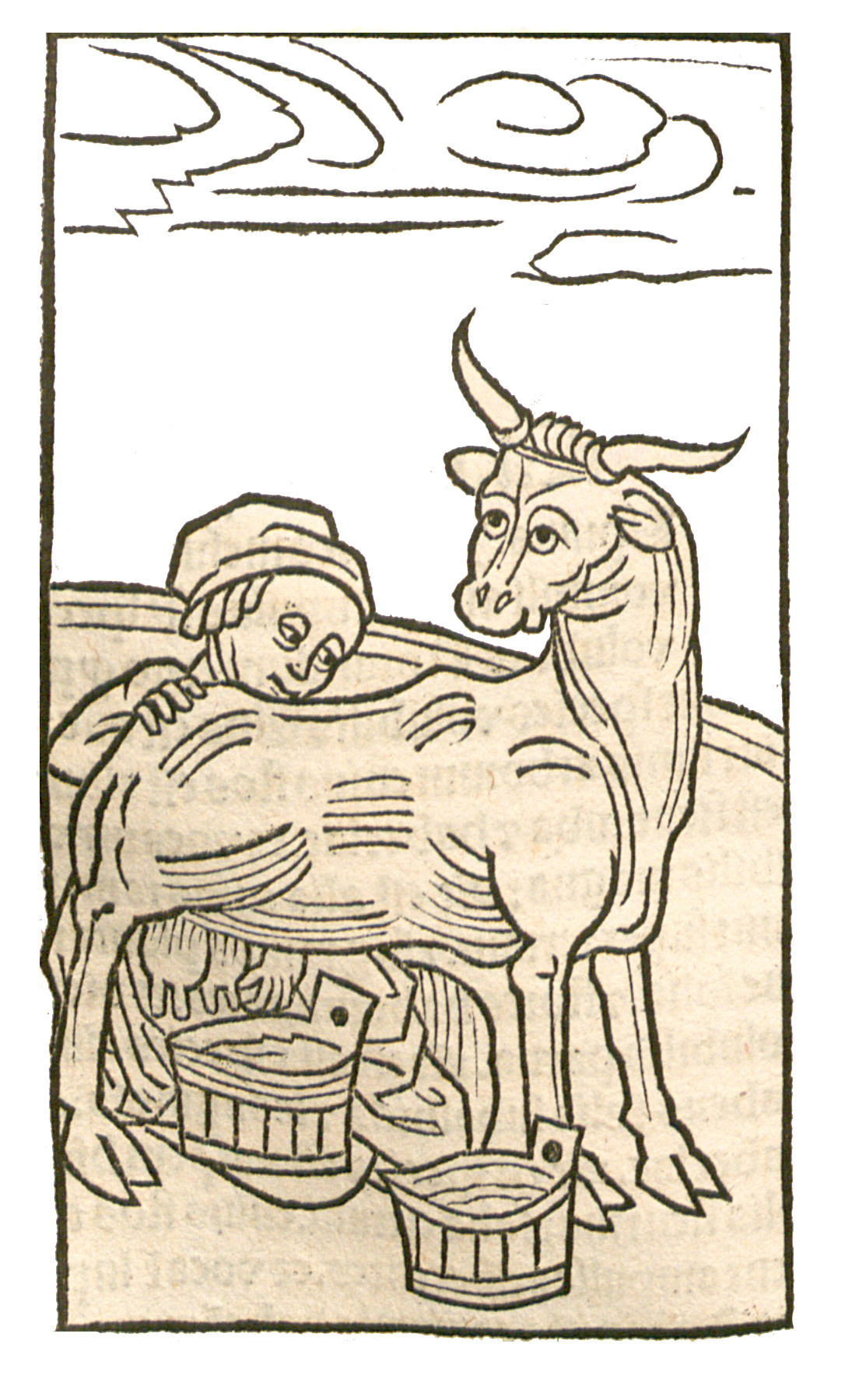
Livre I, chapitre 269. ..... Lac – Lait
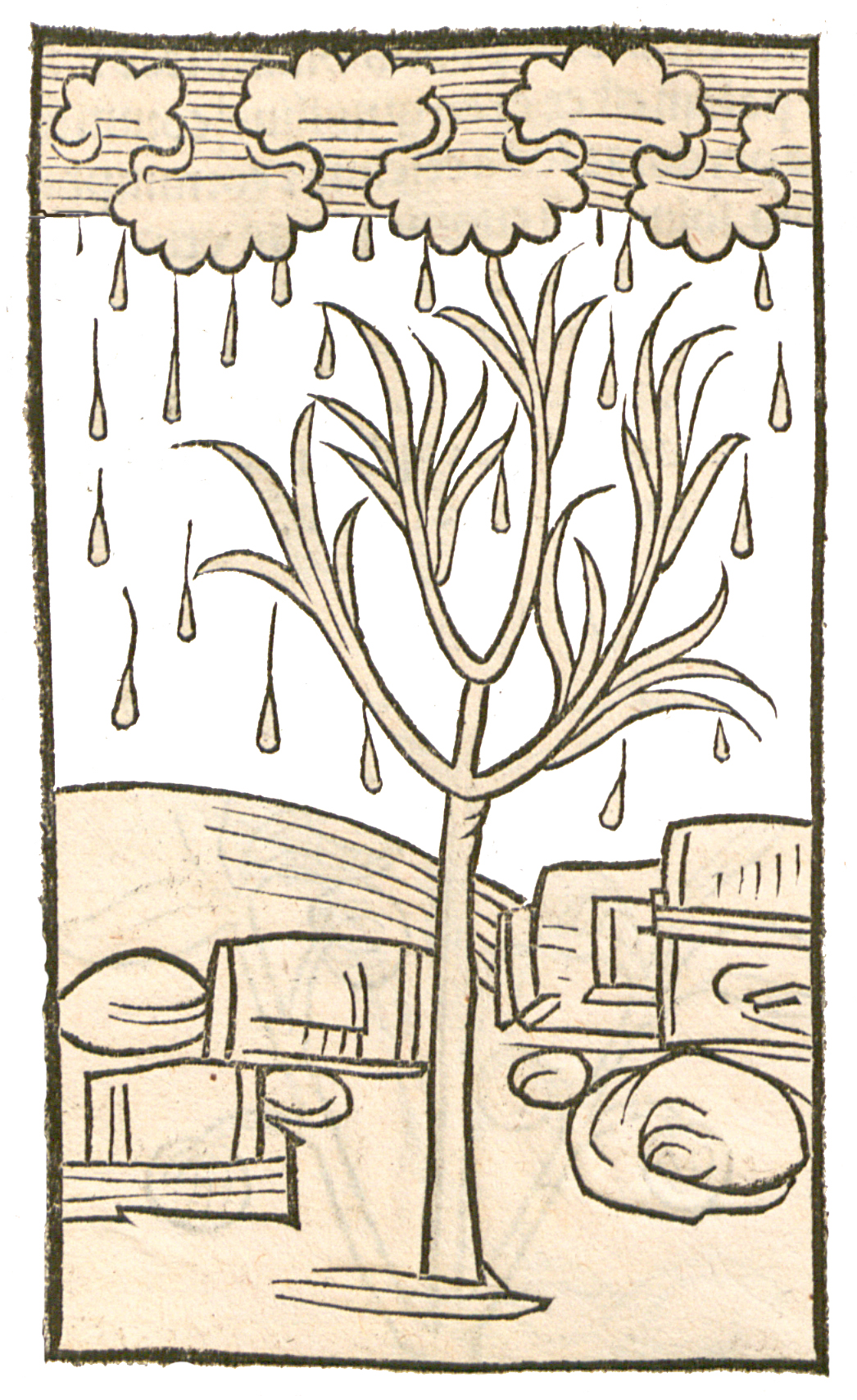
Livre I, chapitre 275. Manne
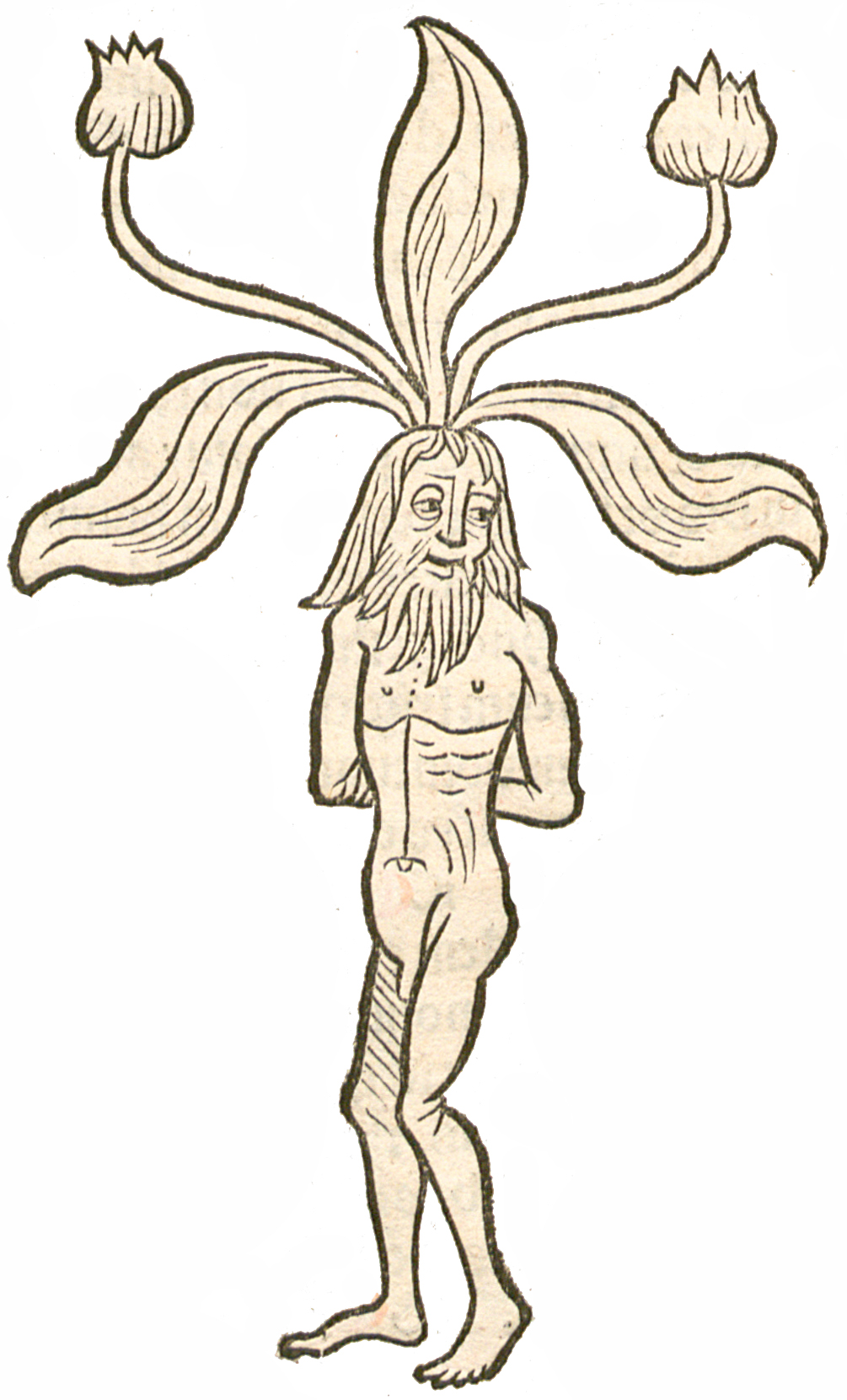
Livre I, chapitre 276. Mandragora vir
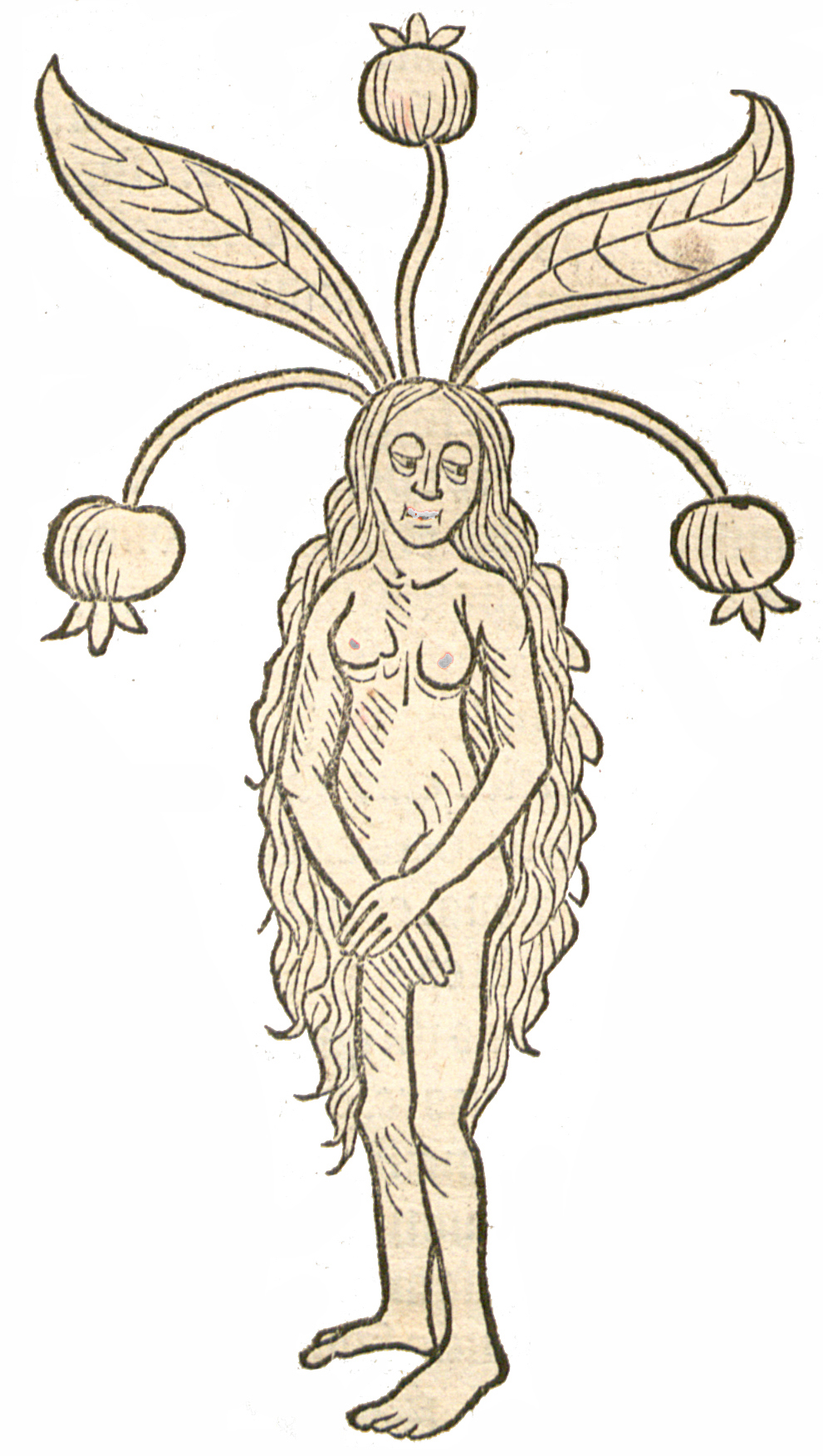
Livre I, chapitre 277. Mandragora femina
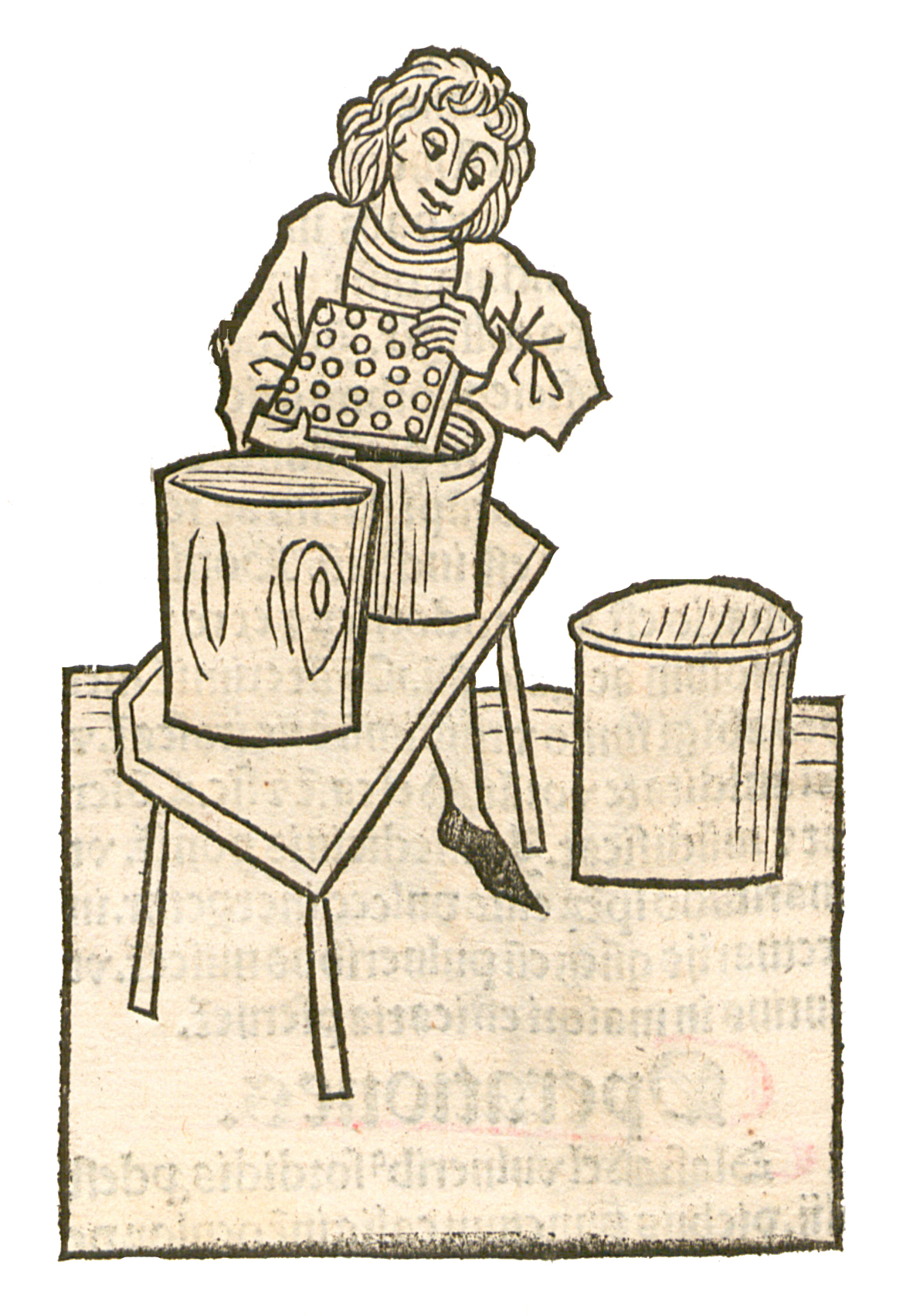
Livre I, chapitre 292. ..... Mel – Miel
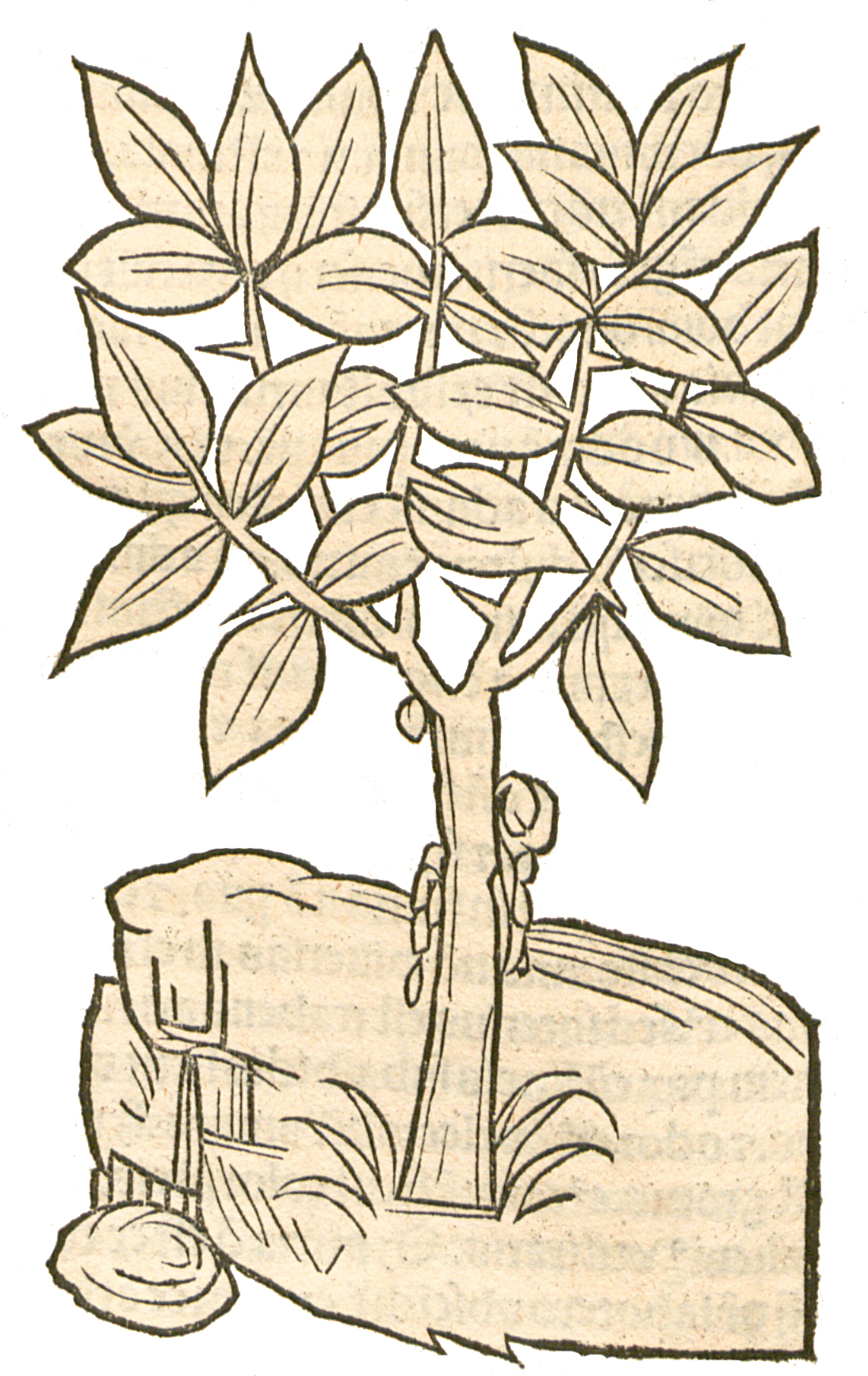
Livre I, chapitre 298. ..... Mirra
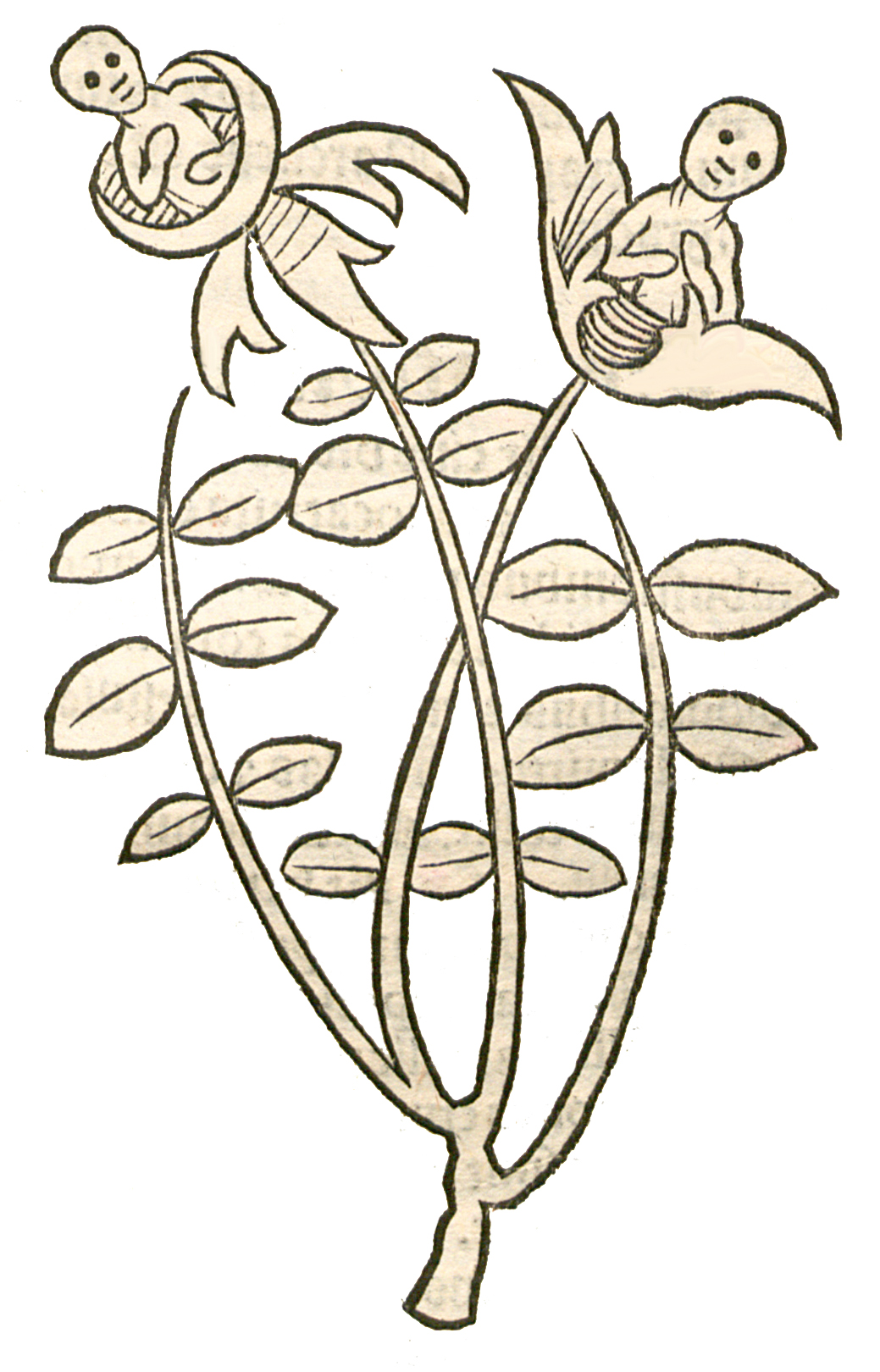
Livre I, chapitre 307. Narcissus
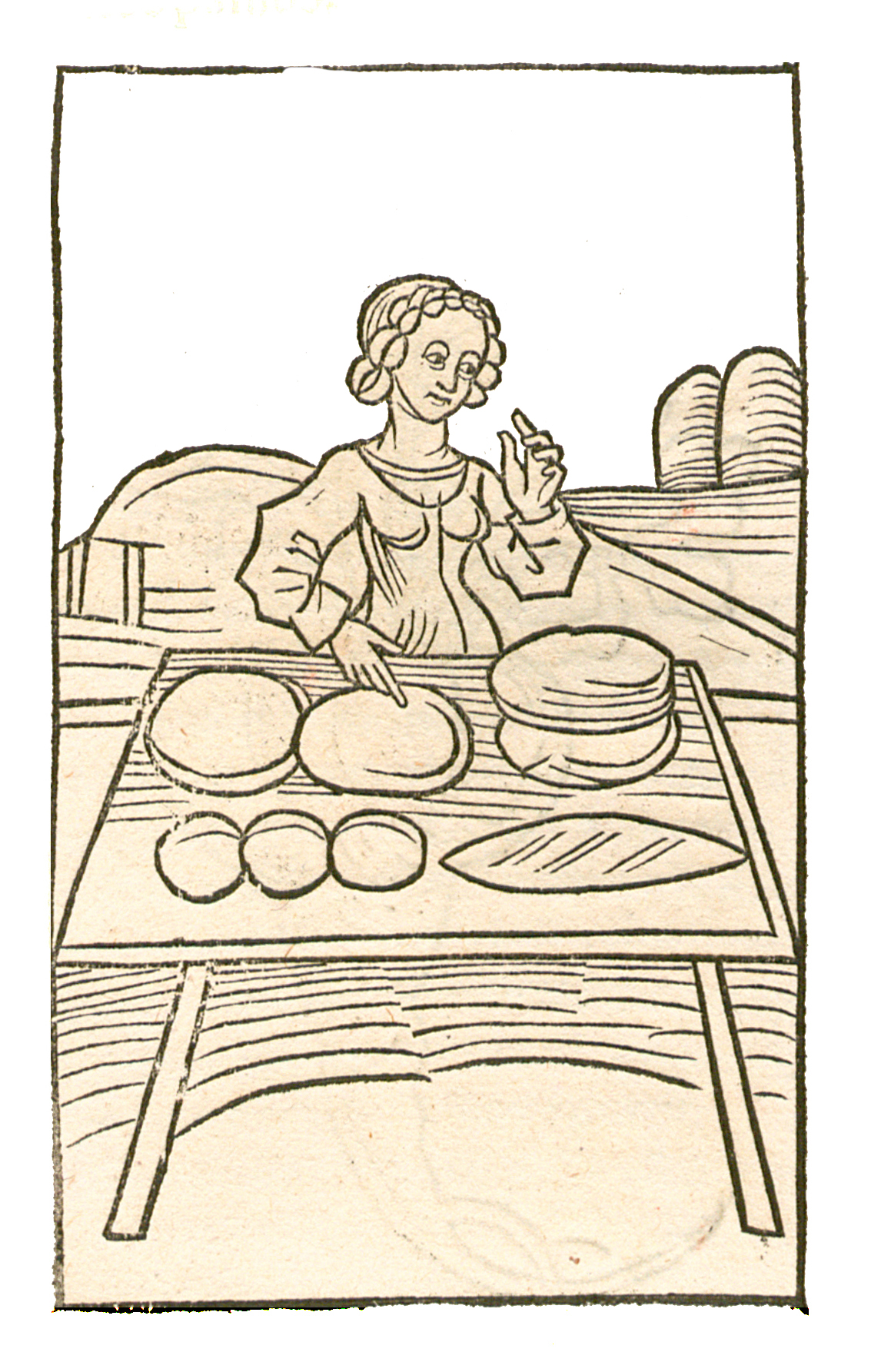
Livre I, chapitre 382. Panis – Pain
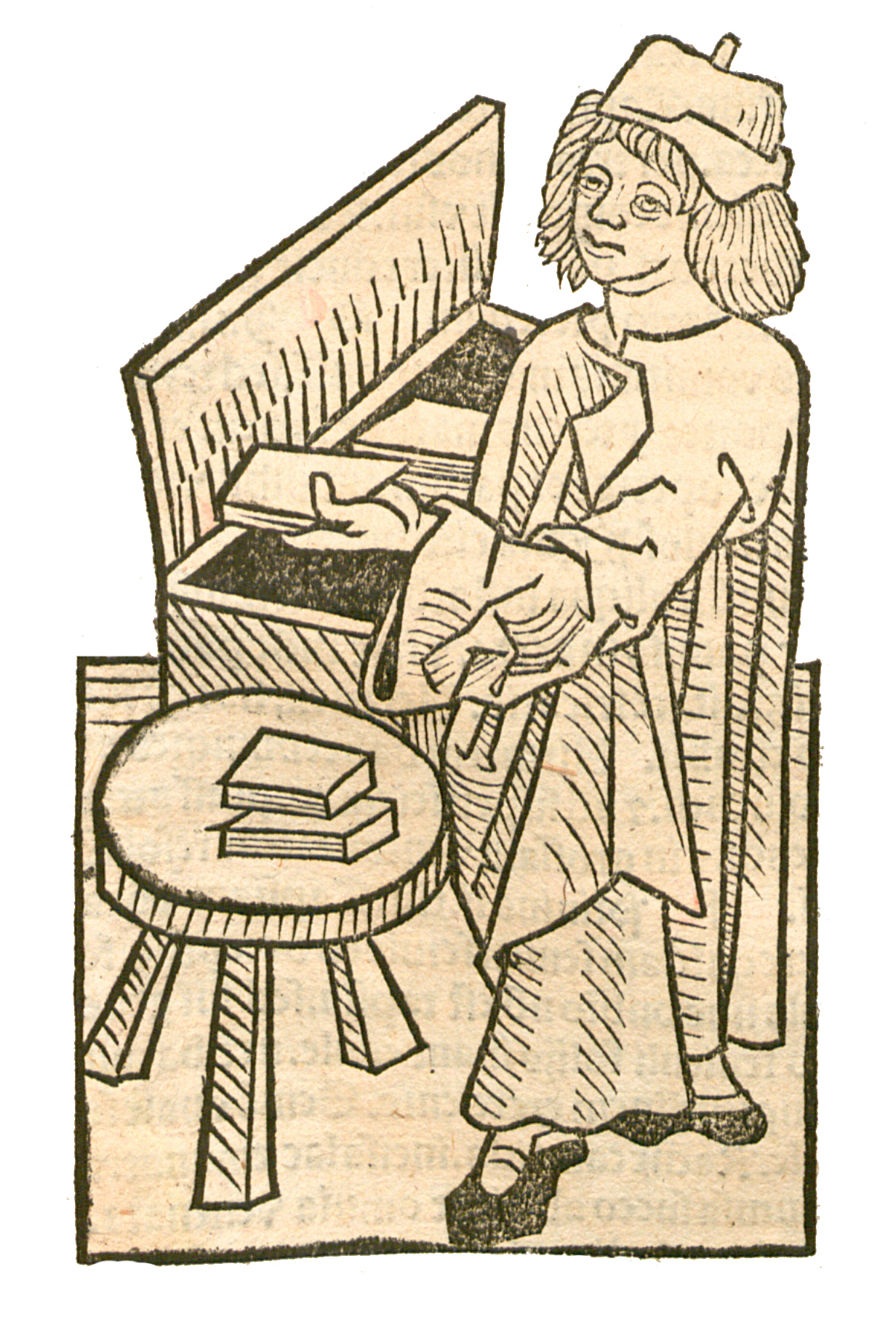
Livre I, chapitre 463. ..... Sapo – Savon
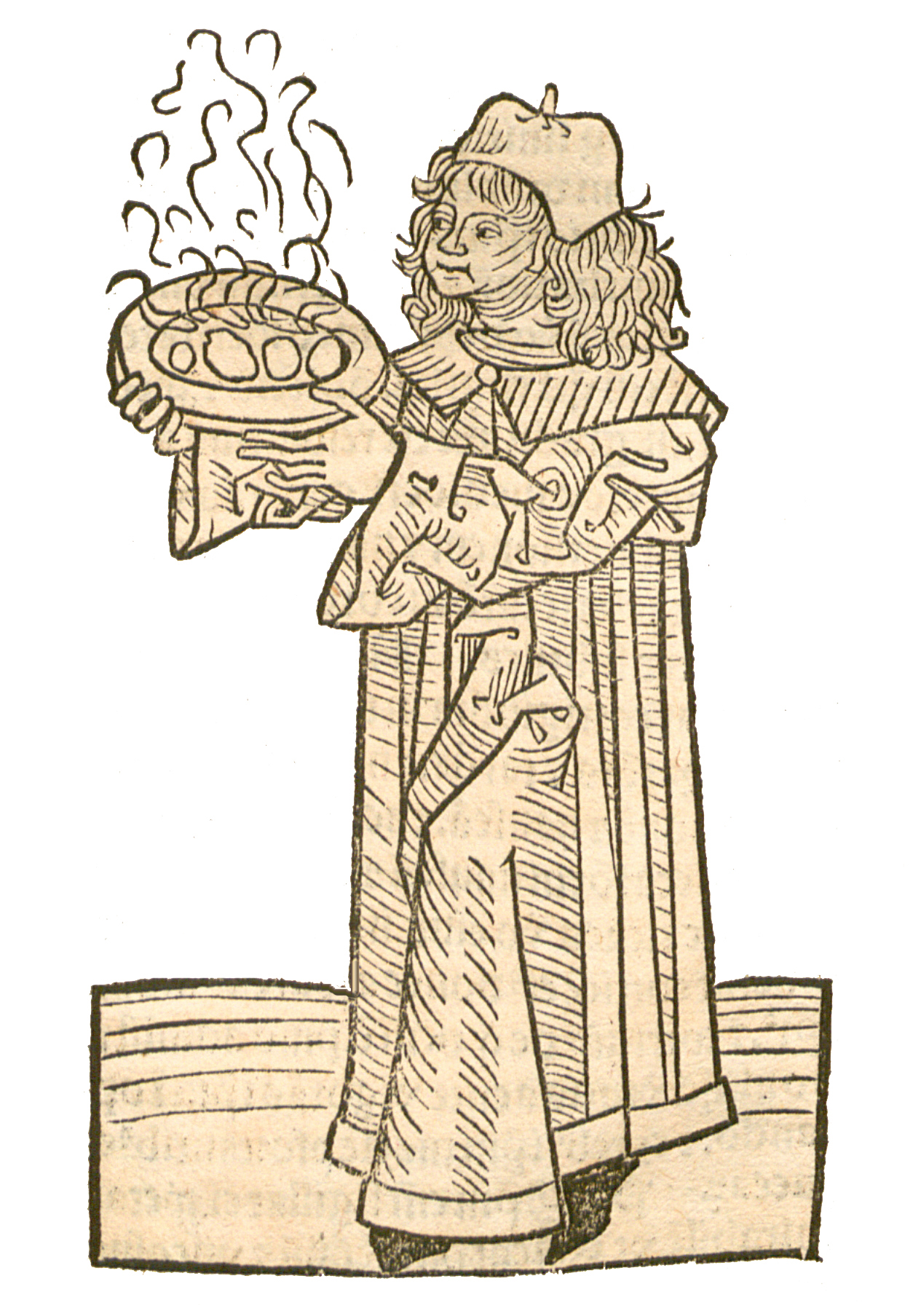
Livre I, chapitre 484. ..... Thus – Encens
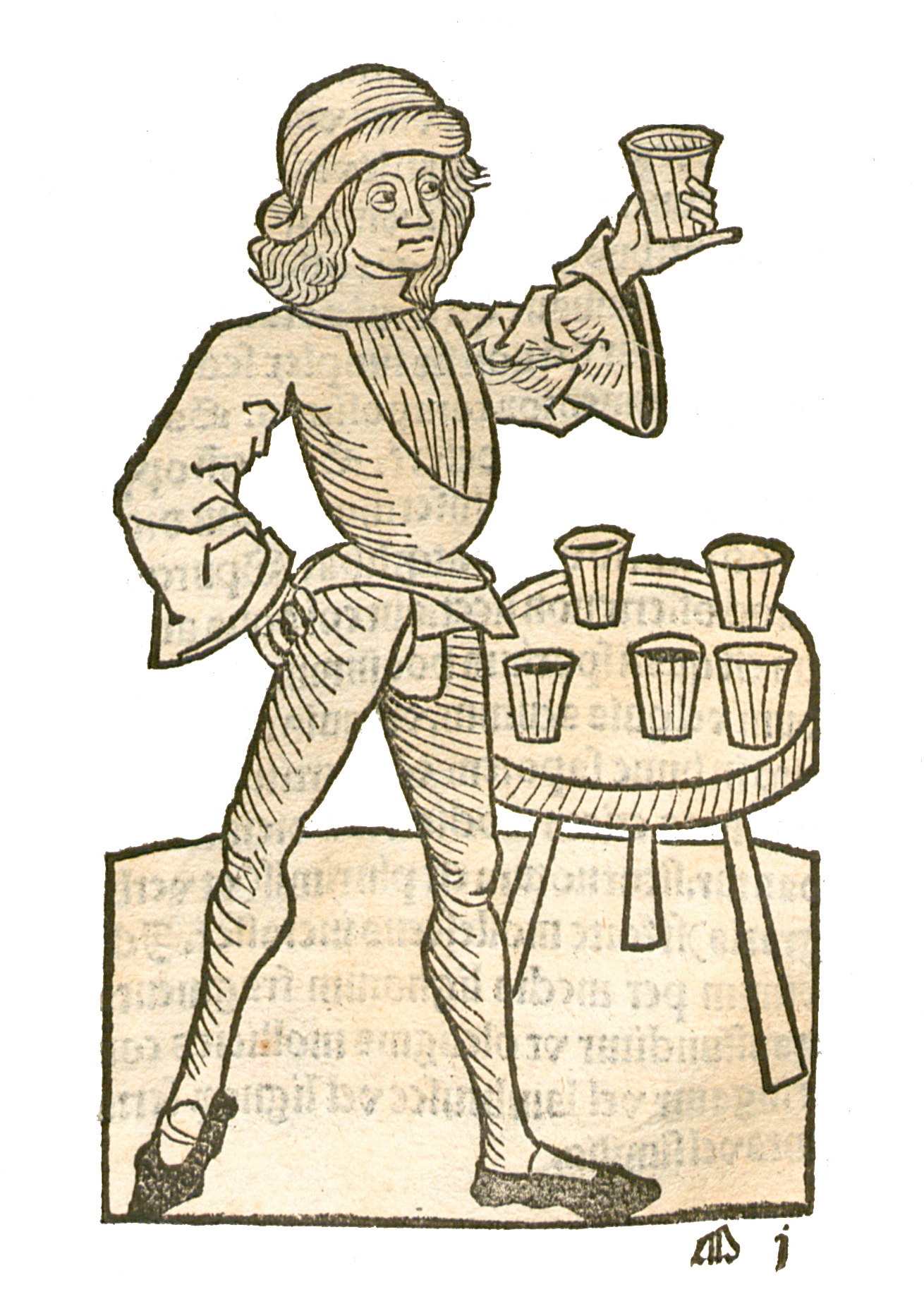
Livre I, chapitre 510. Vinum – Vin
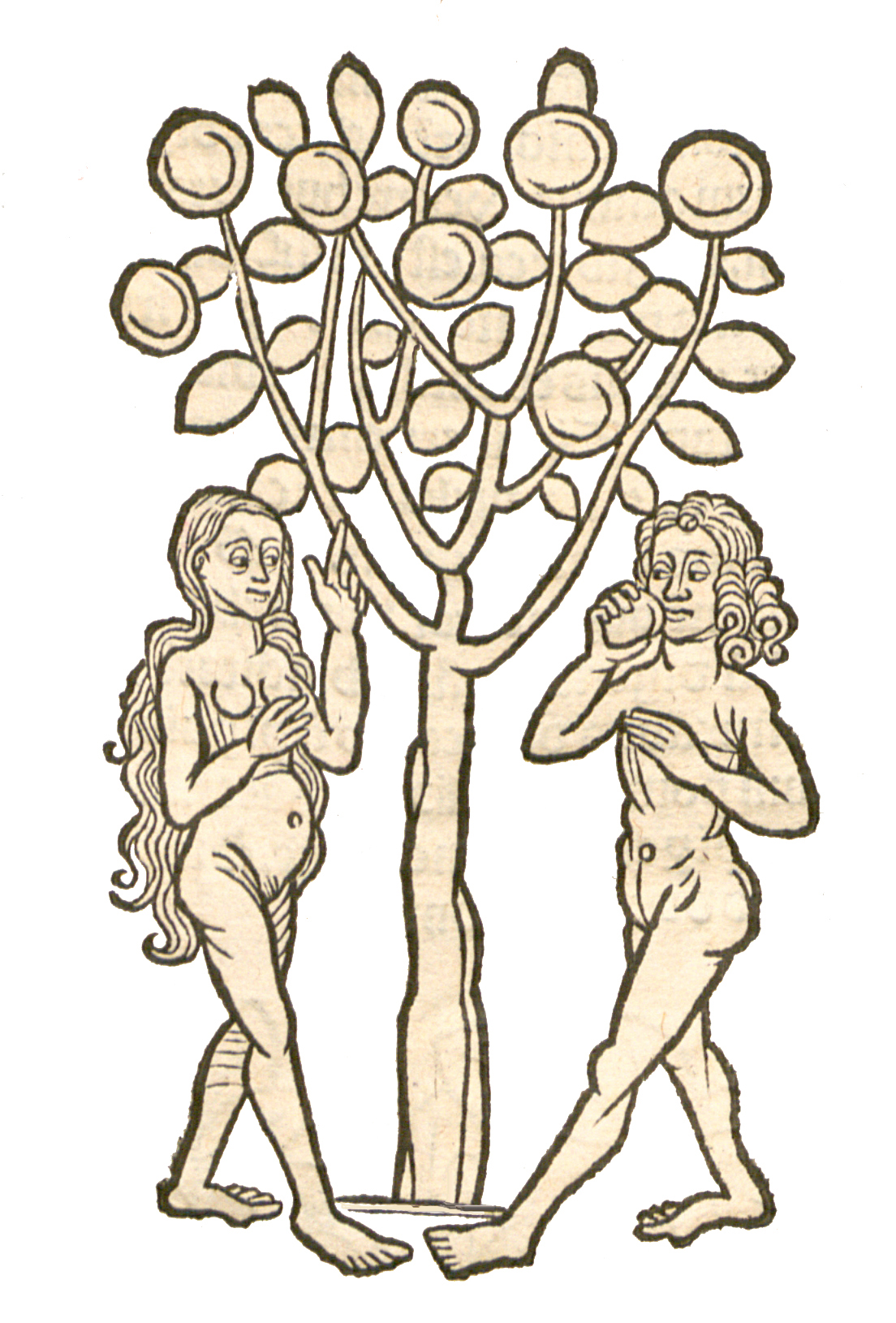
Livre I, chapitre 529 ... Zua – Fructus Paradisi
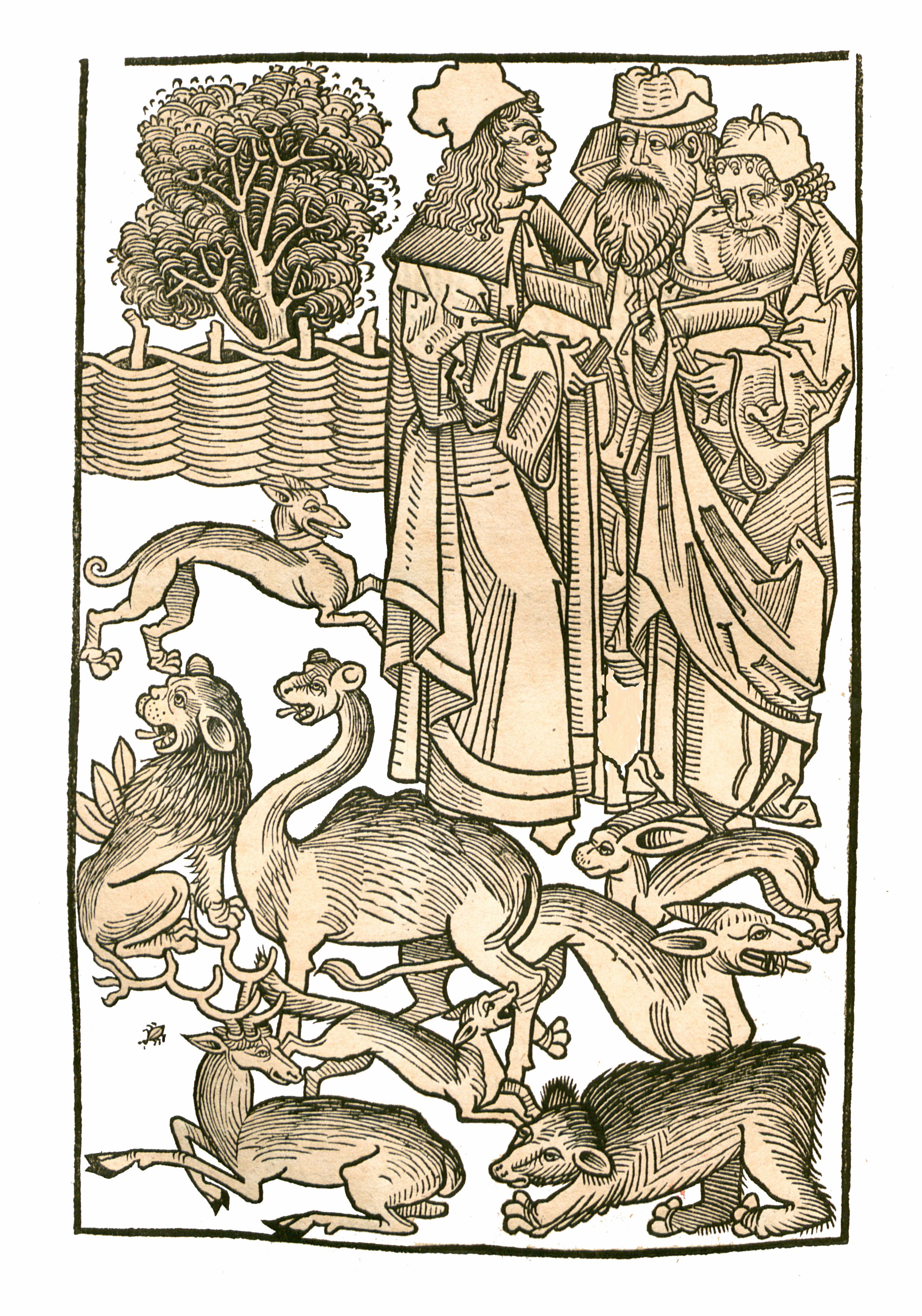
Page-titre ... De animalibus
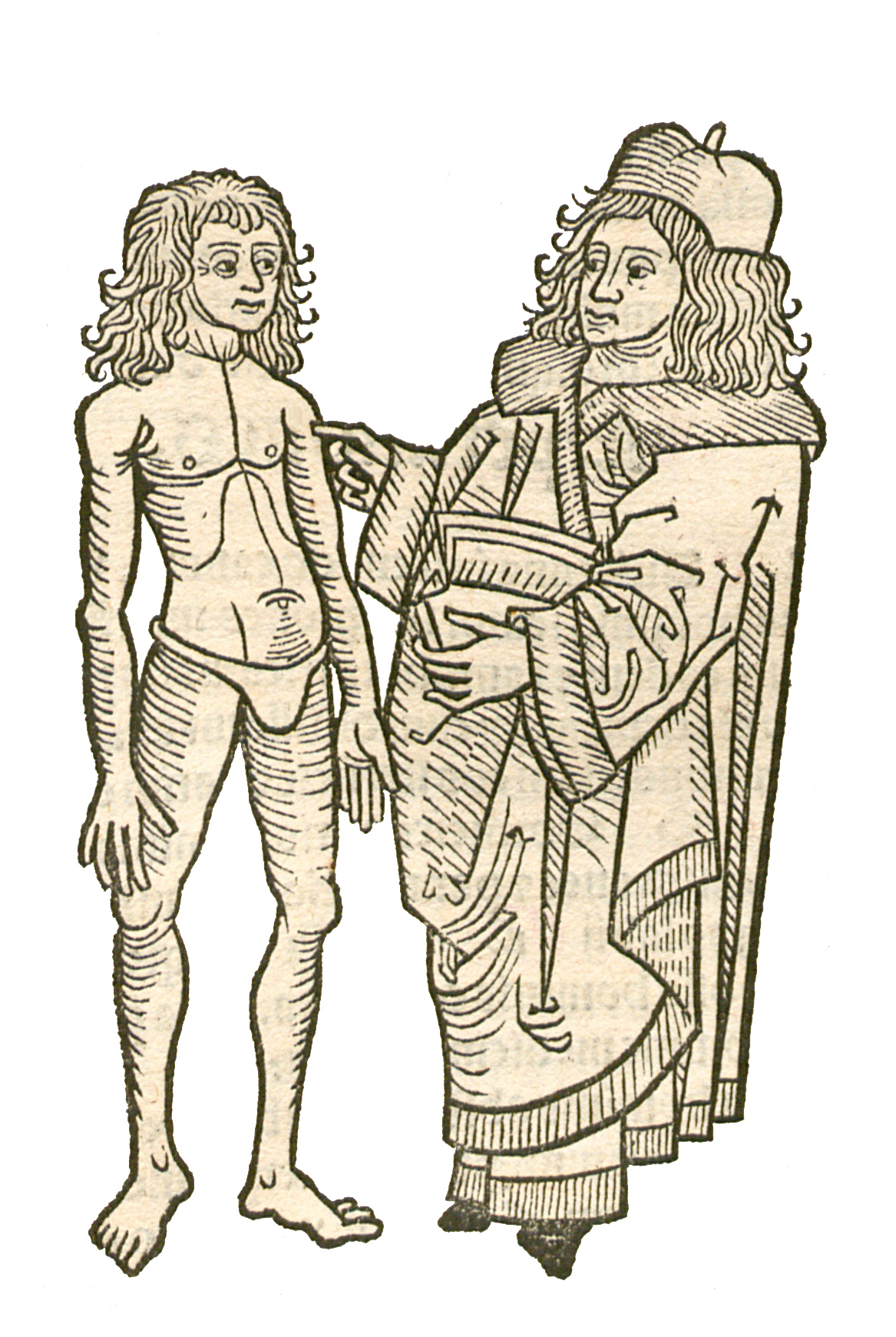
Livre II, chapitre 1. ..... Homo – Homme
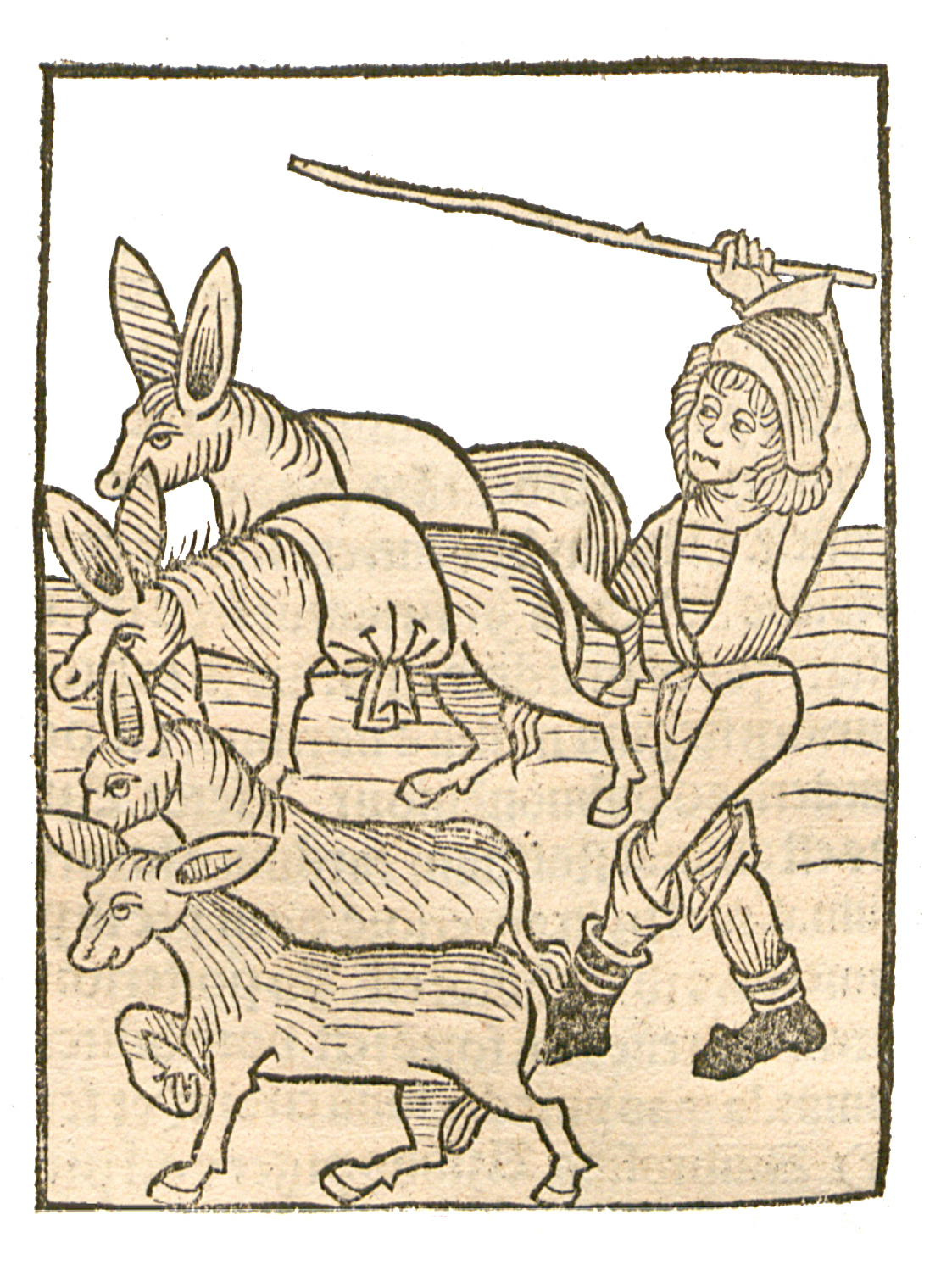
Livre II, chapitre 5. ..... Asinus – Âne commun
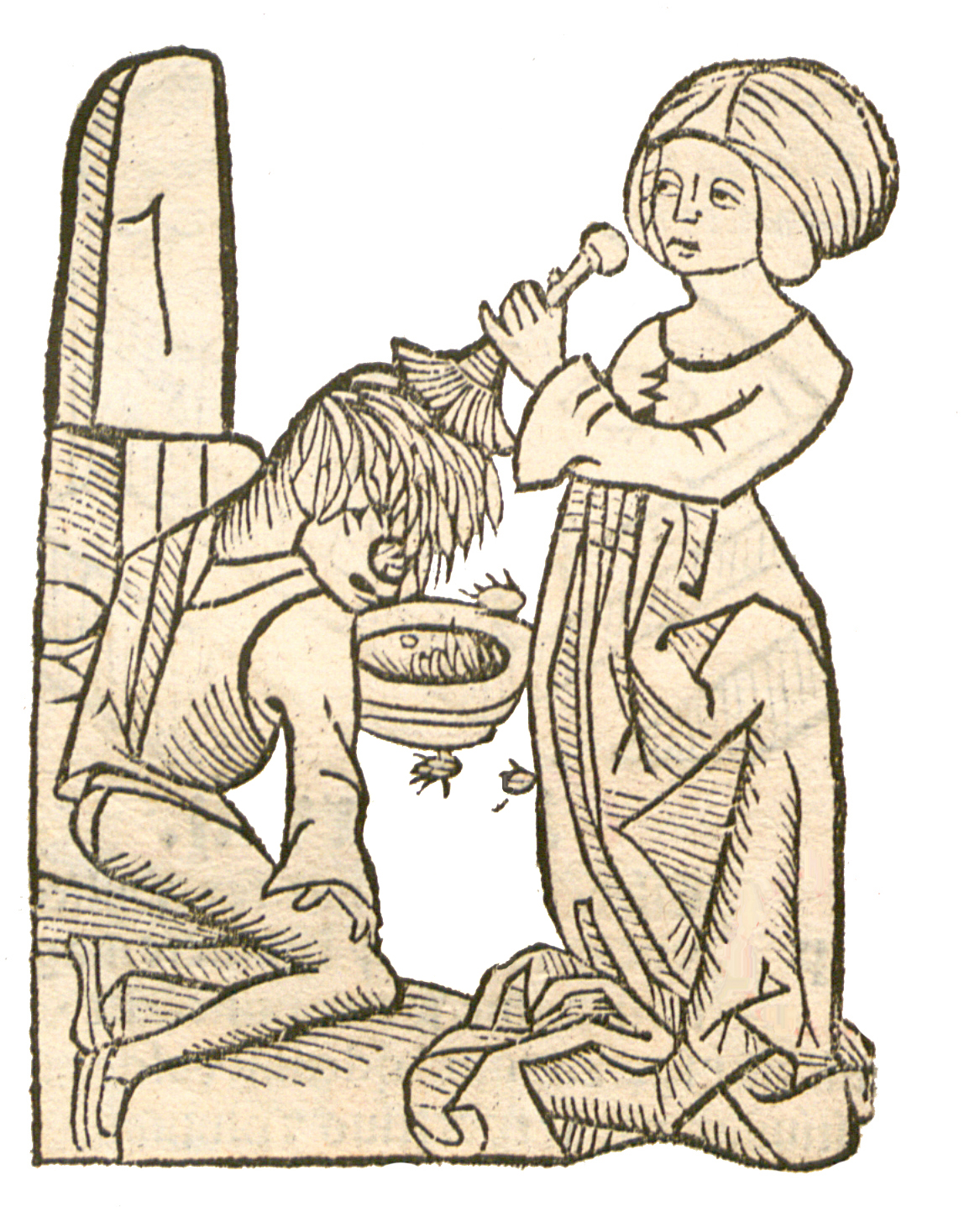
Livre II, chapitre 119. Pediculus – Pou de tête
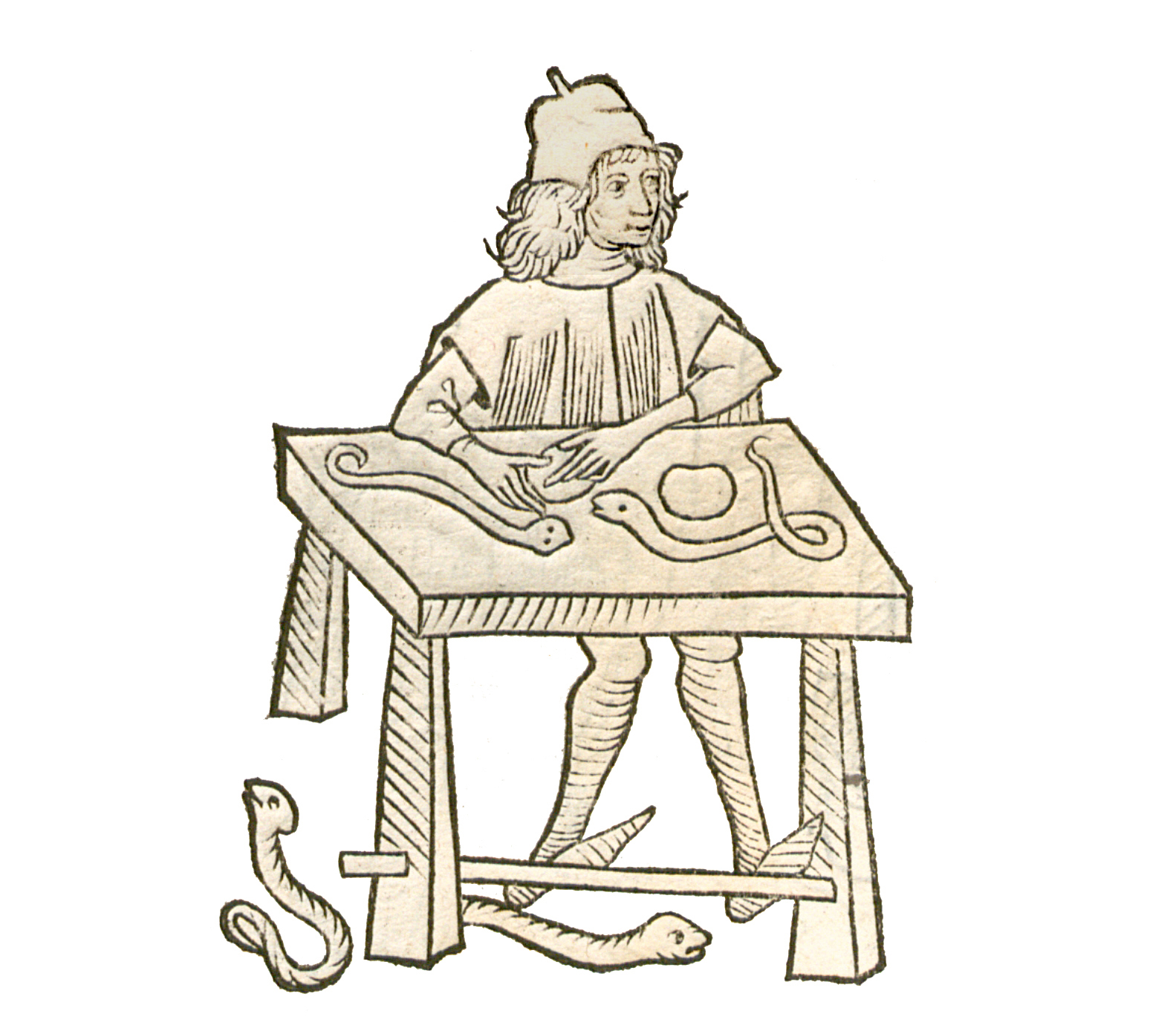
Livre II, chapitre 154. Viperidae
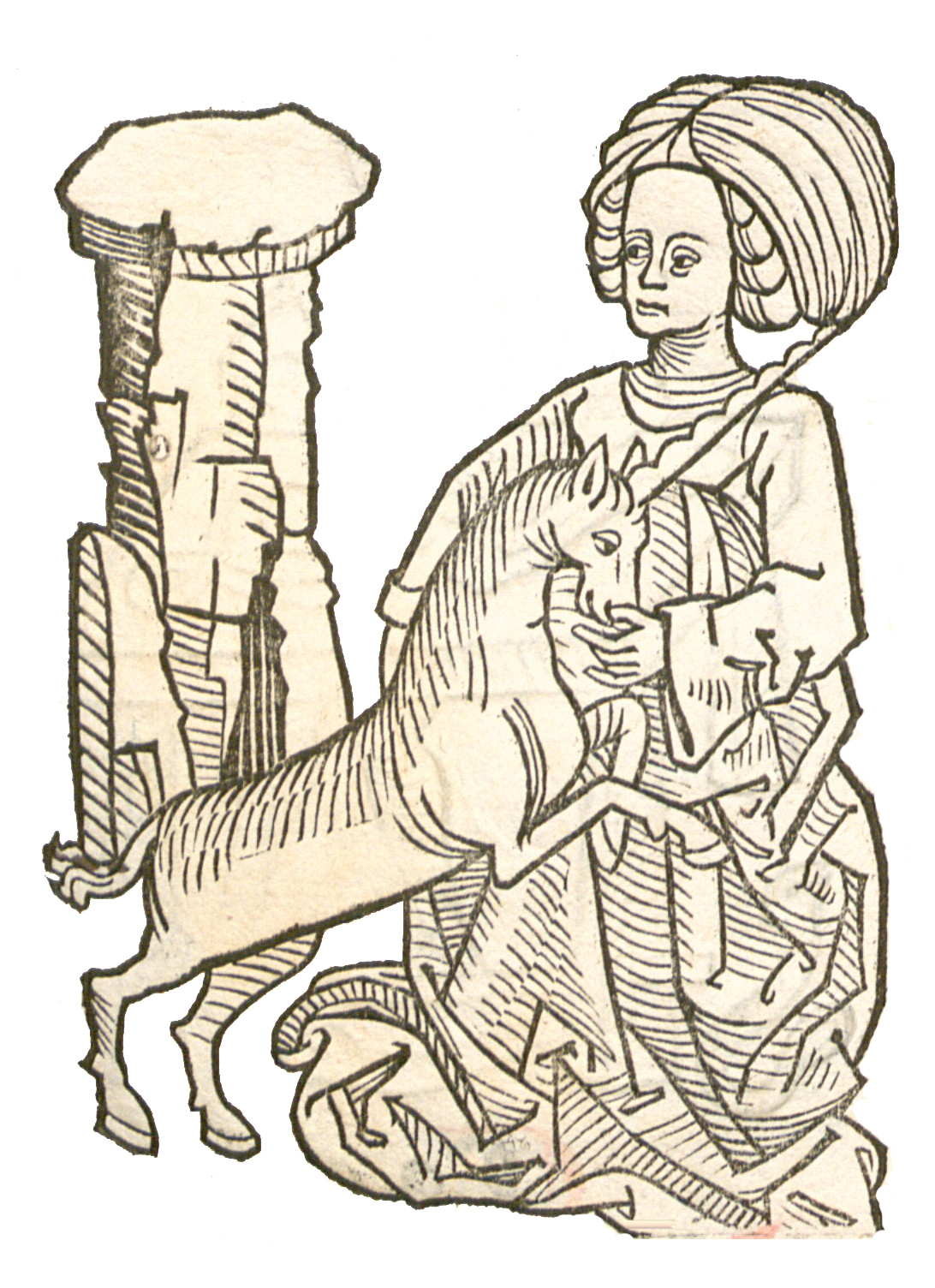
Livre II, chapitre 155. Unicornus – Licorne
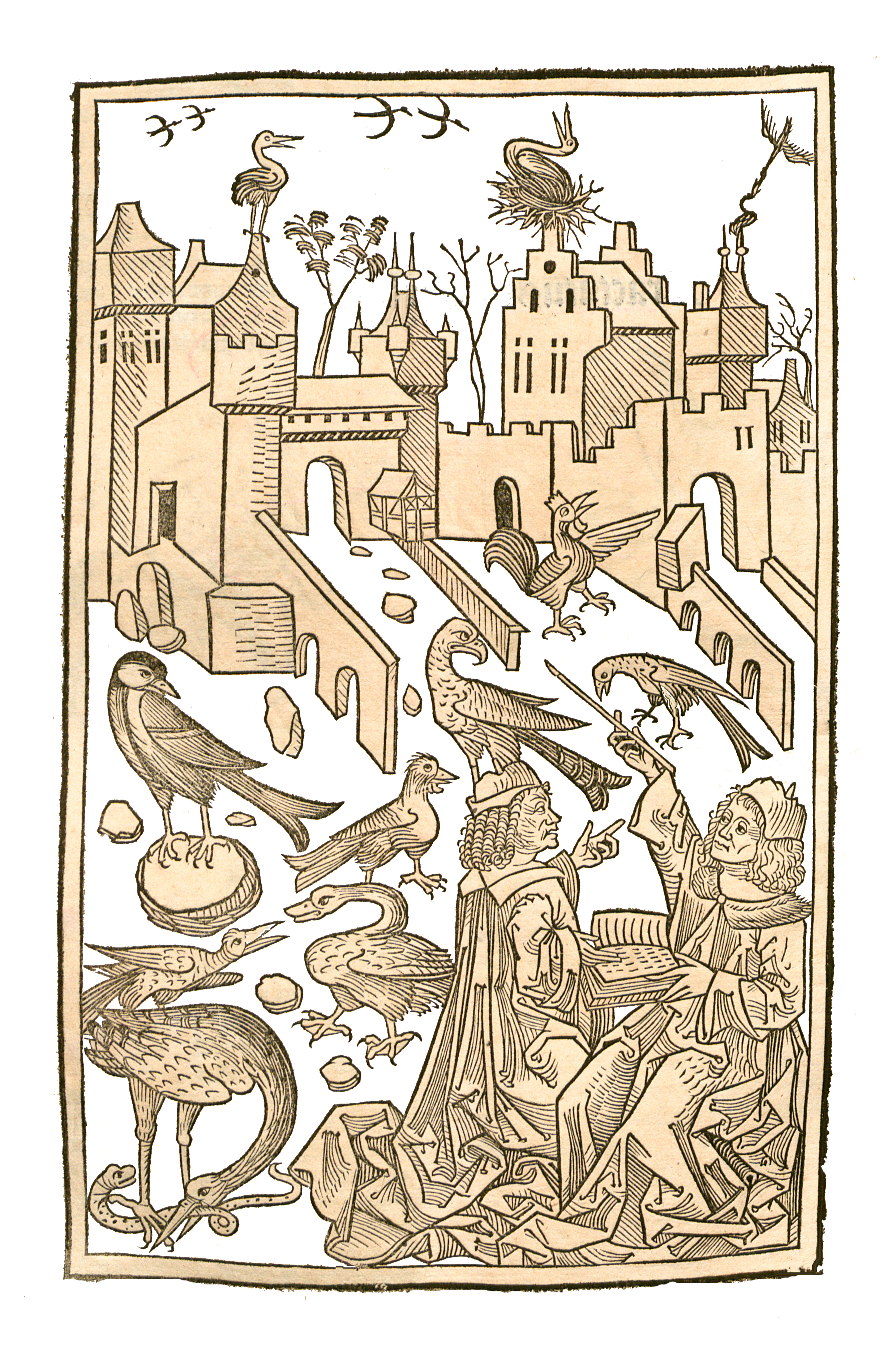
Titelblatt zum Abschnitt ... De avibus
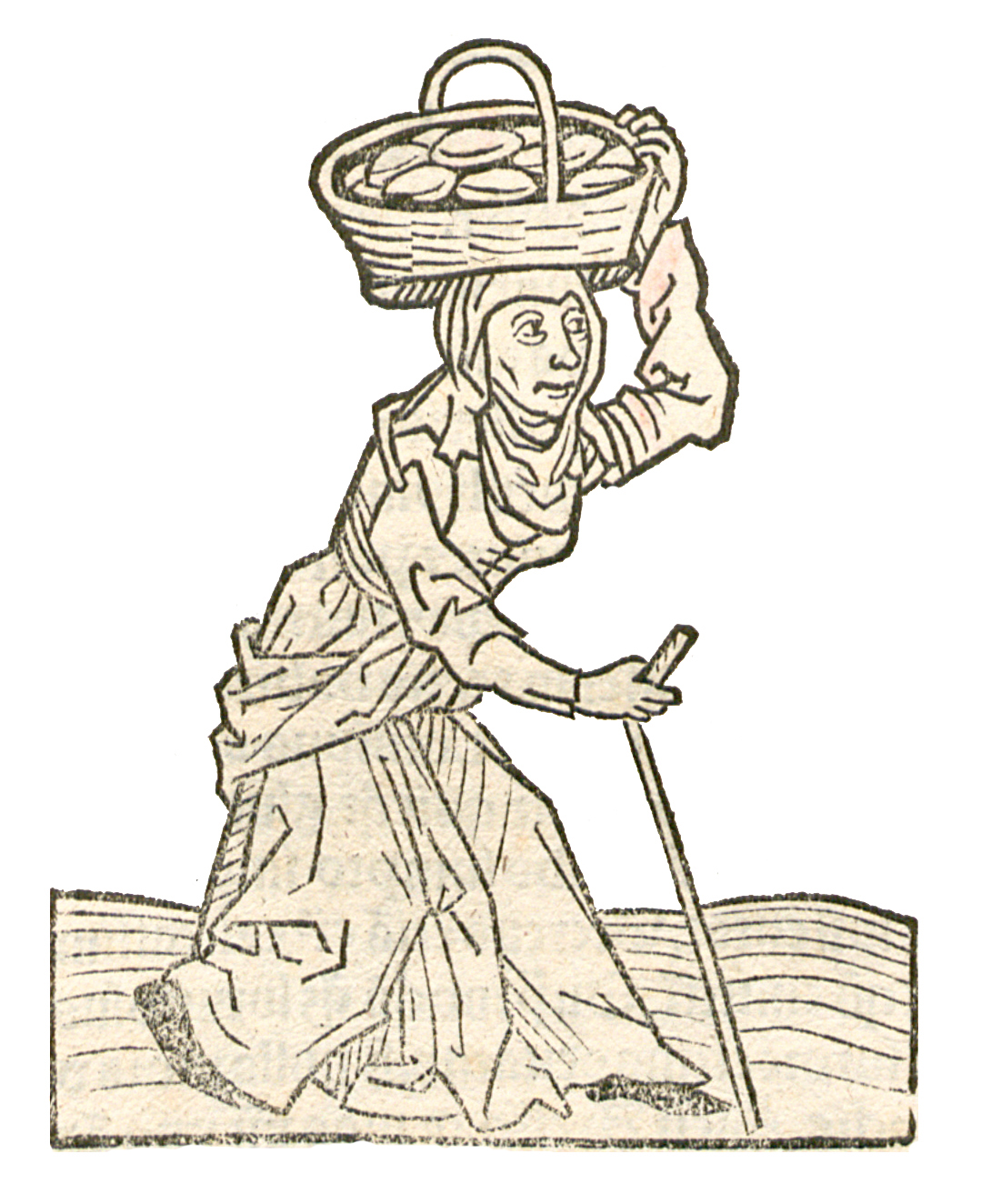
Livre III, chapitre 91. ..... Ova – Œuf de poule
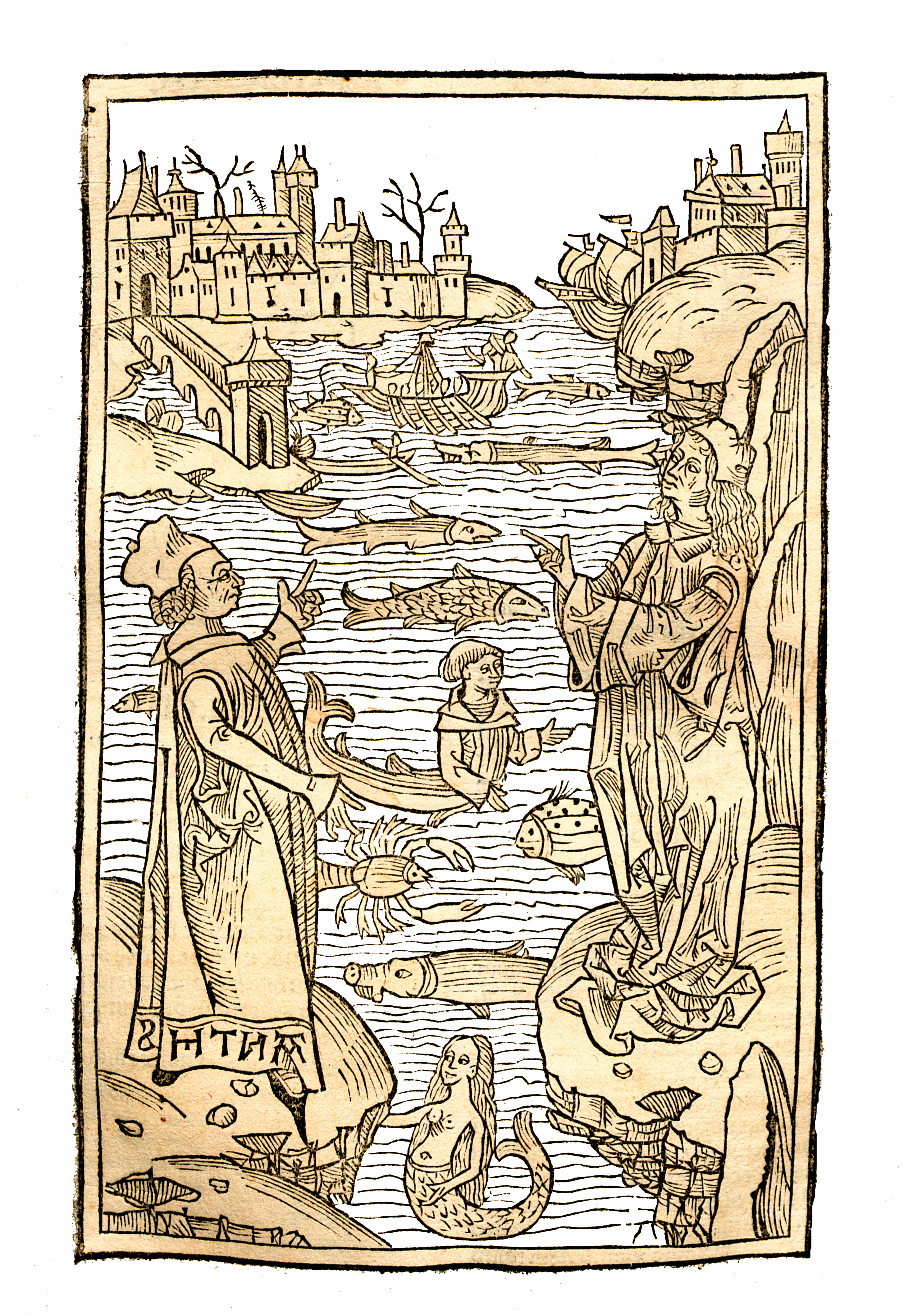
Page-titre ... De piscibus
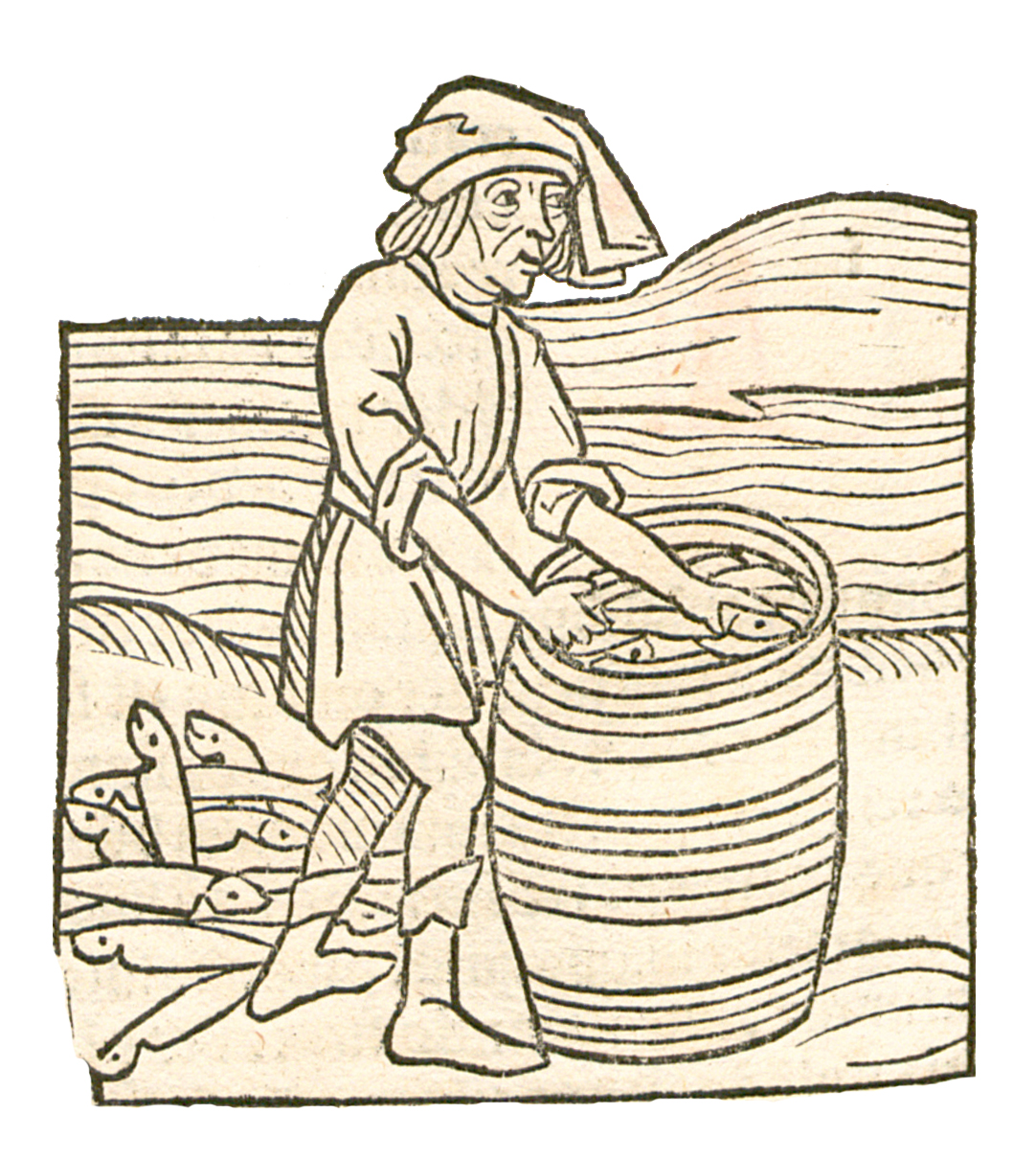
Livre IV, chapitre 3. ..... Allec – Soupe de poisson
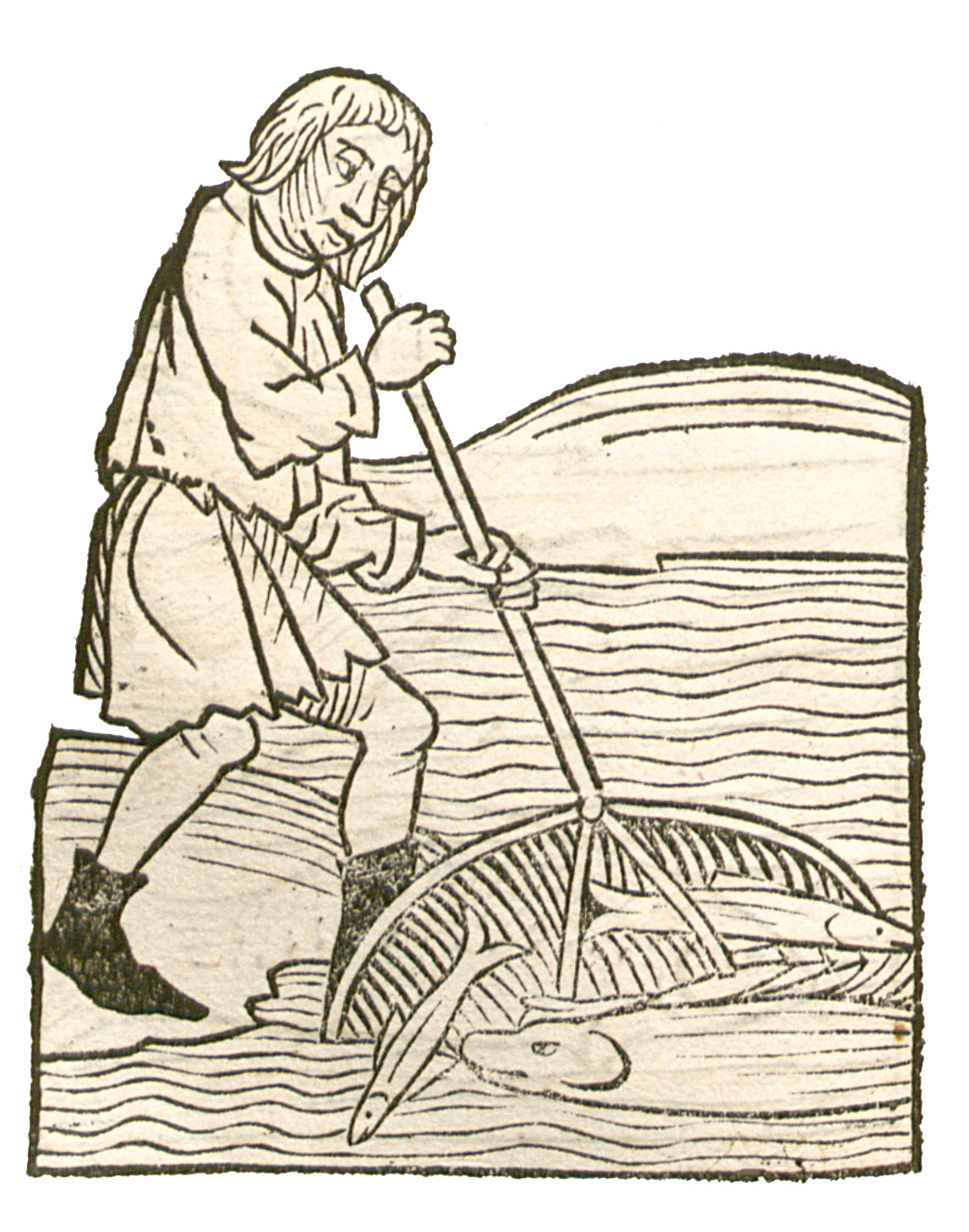
Livre IV, chapitre 56. ..... Mugil – Mugilidae
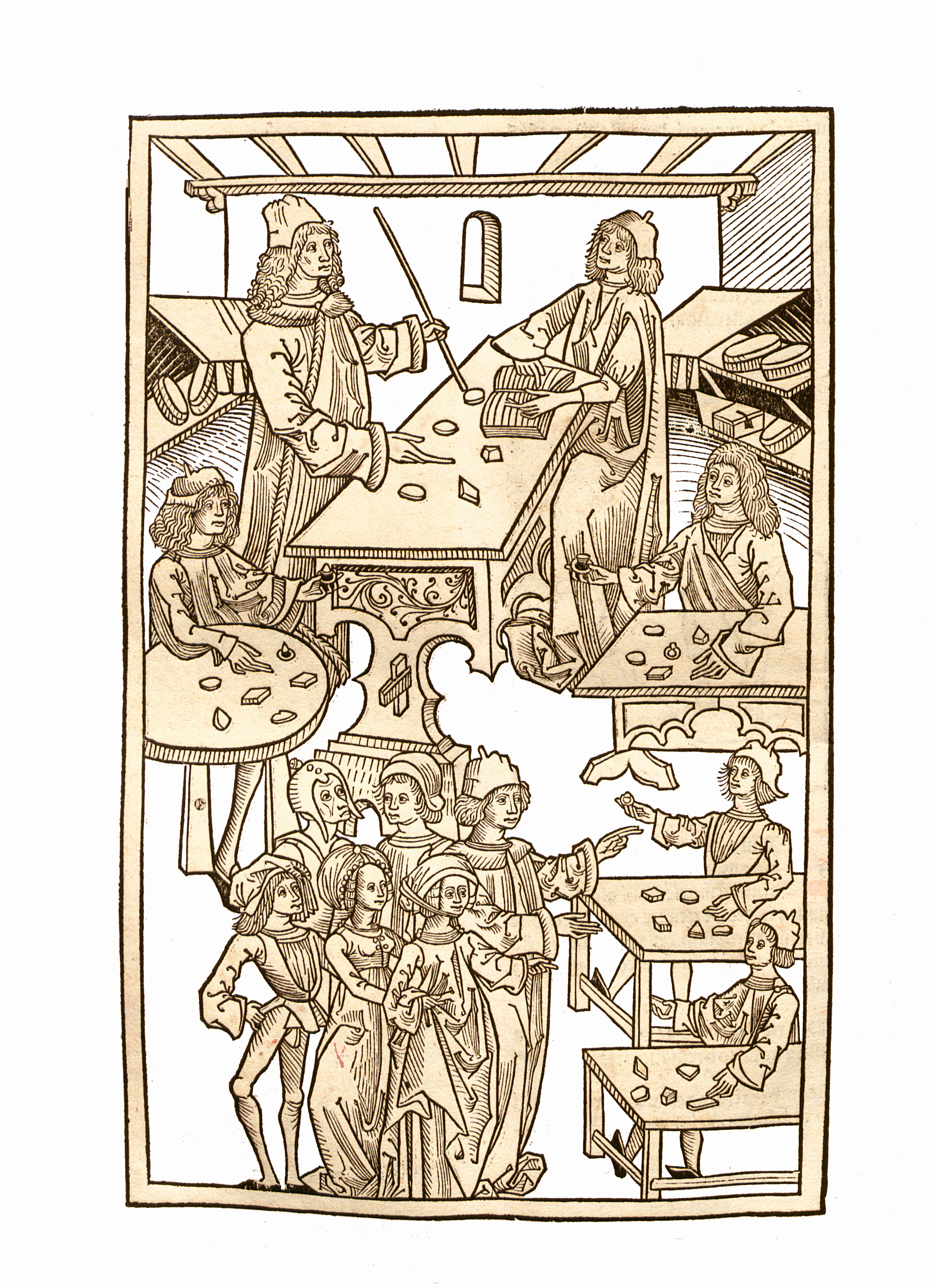
Page-titre ... De lapidibus
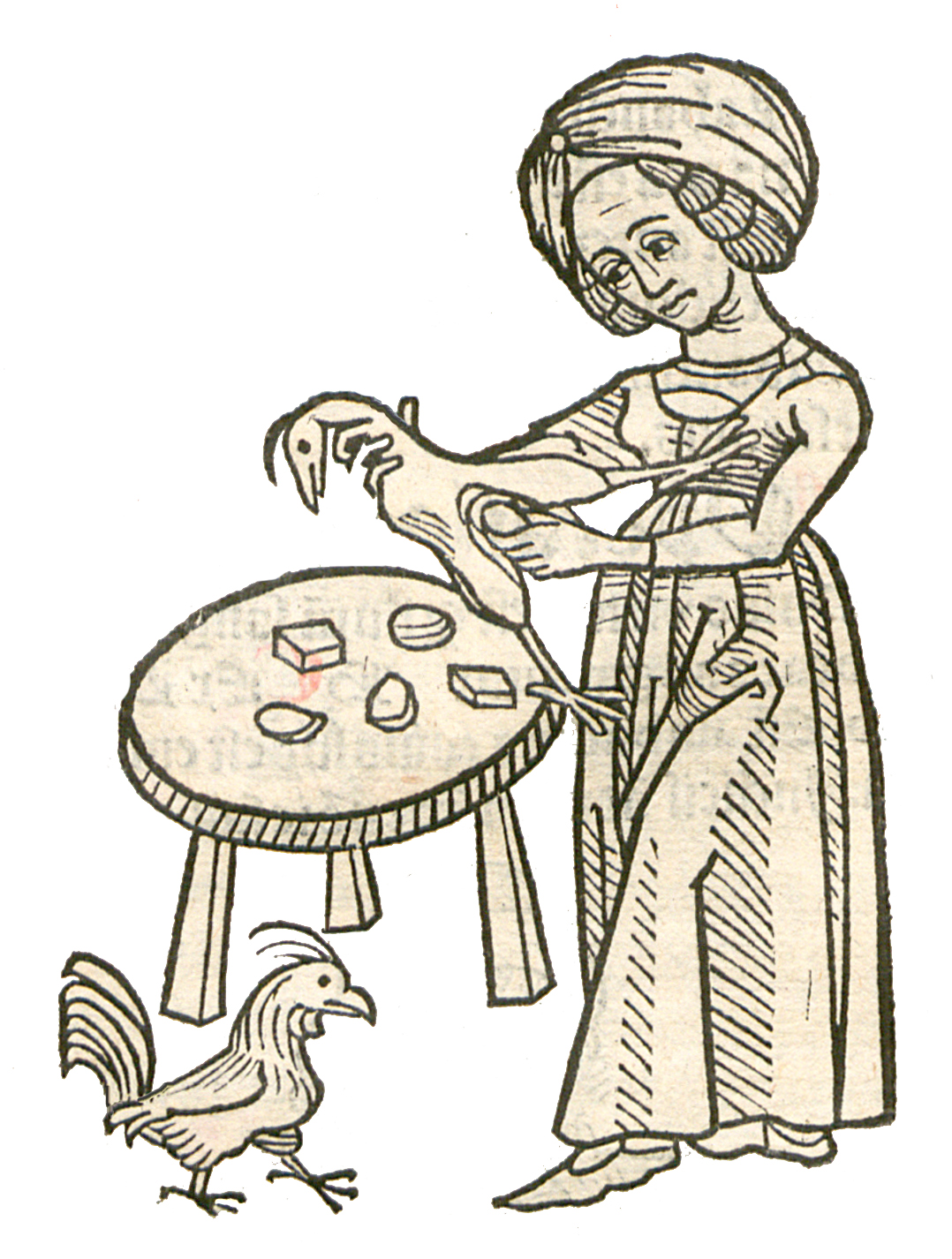
Livre V, chapitre 6. Allectorius – Pierre du foie du chapon
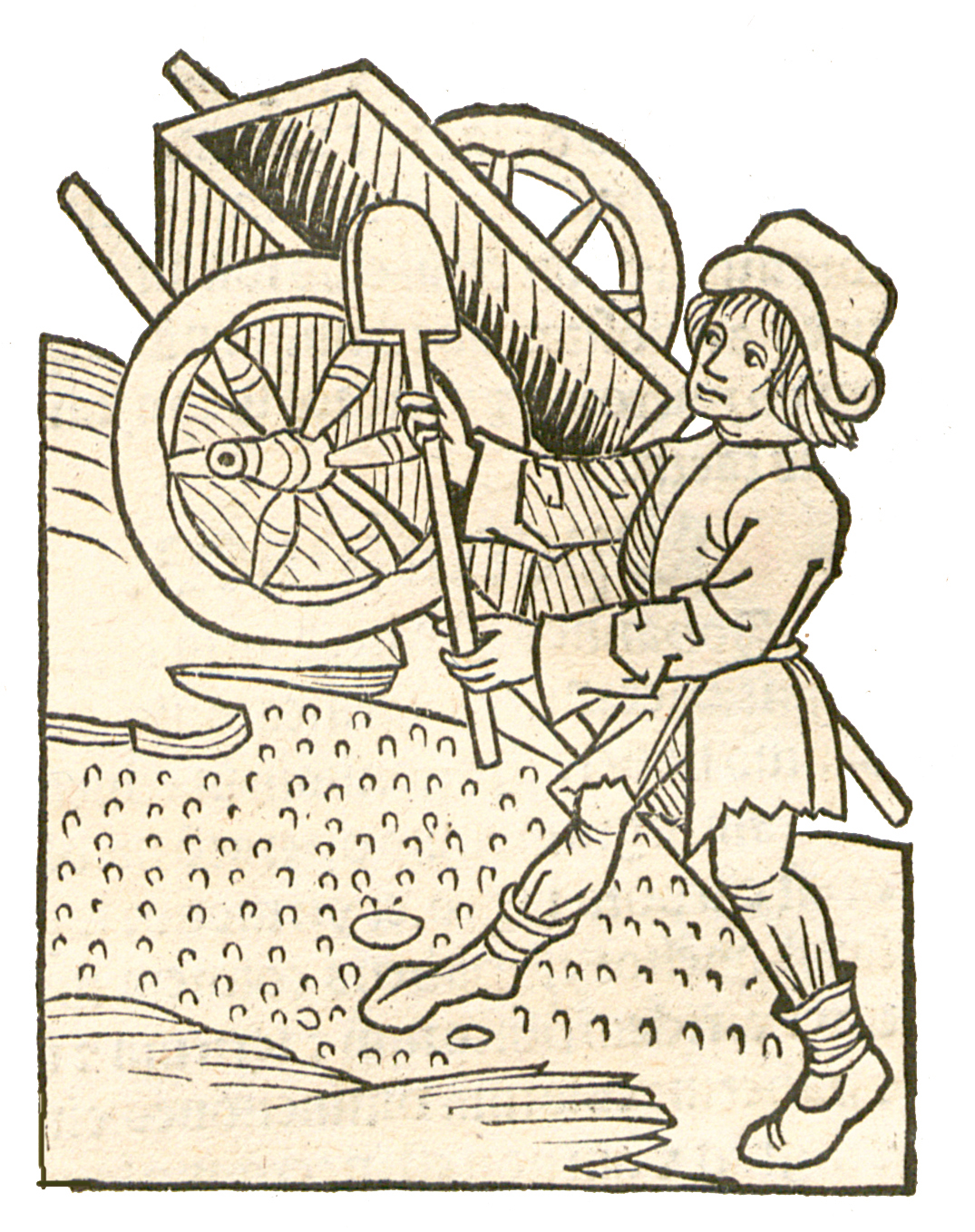
Livre V, chapitre 12. Arena – Sable
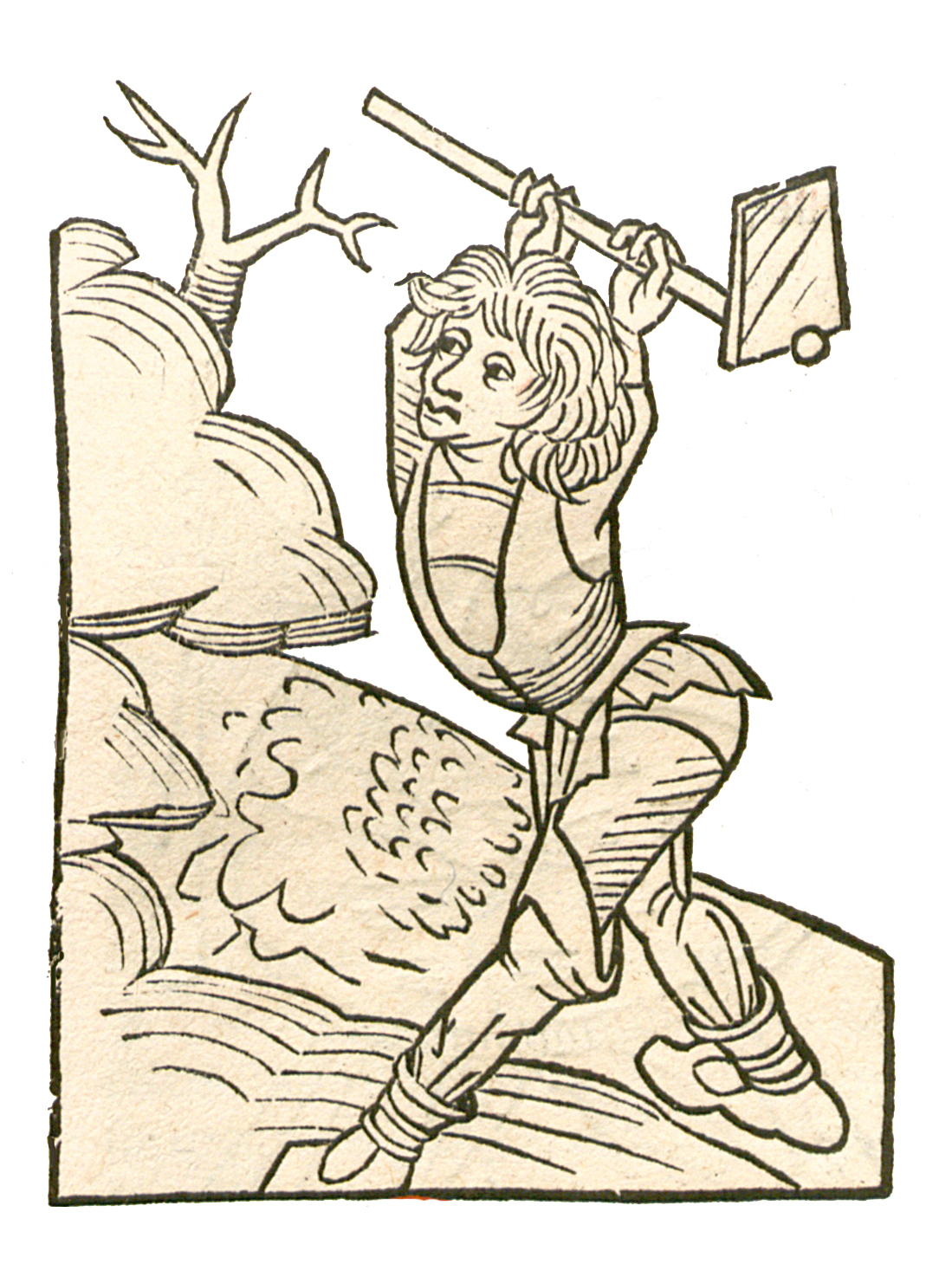
Livre V, chapitre 13. Argilla – Argile
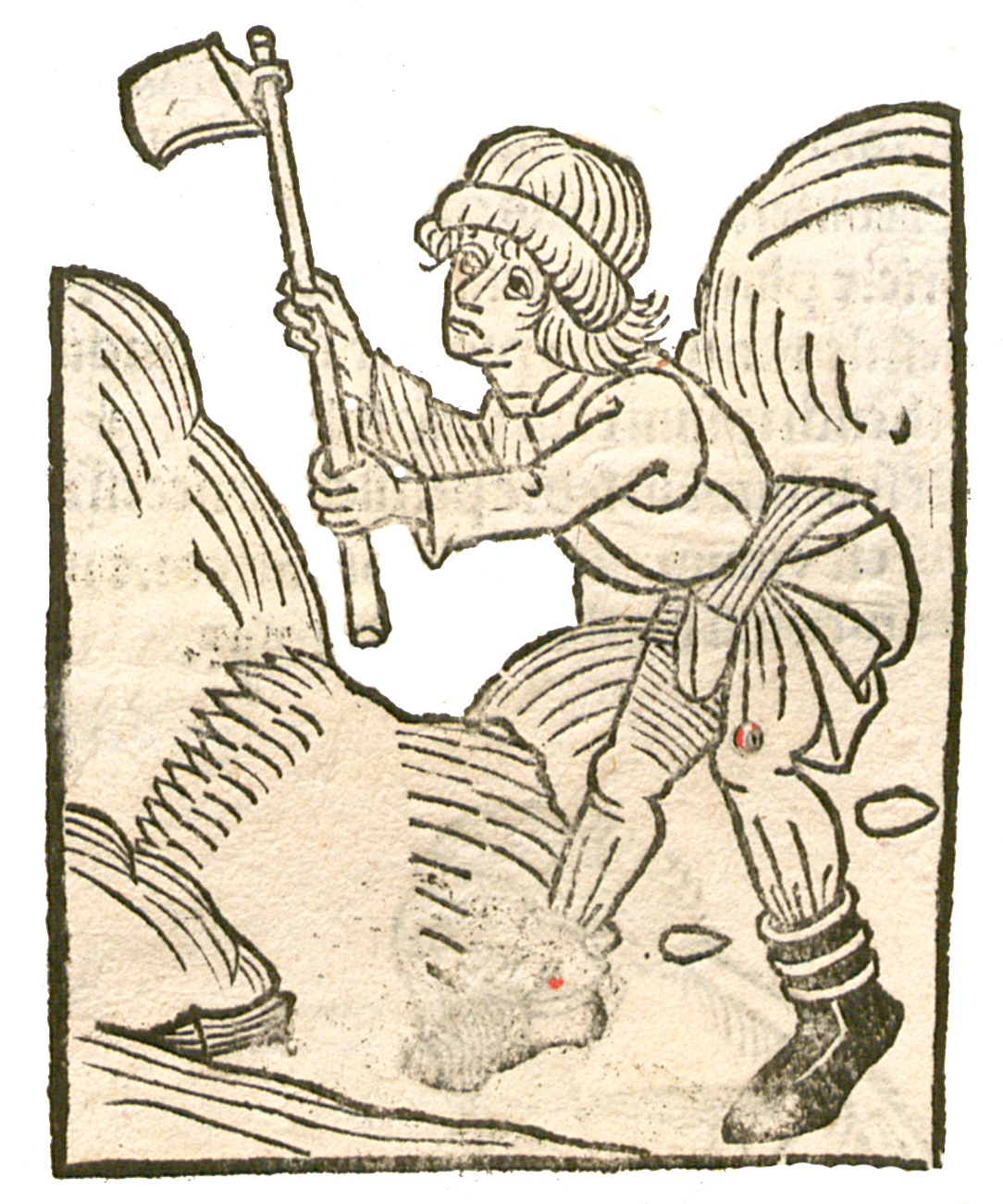
Livre V, chapitre 16. Bol d'Arménie
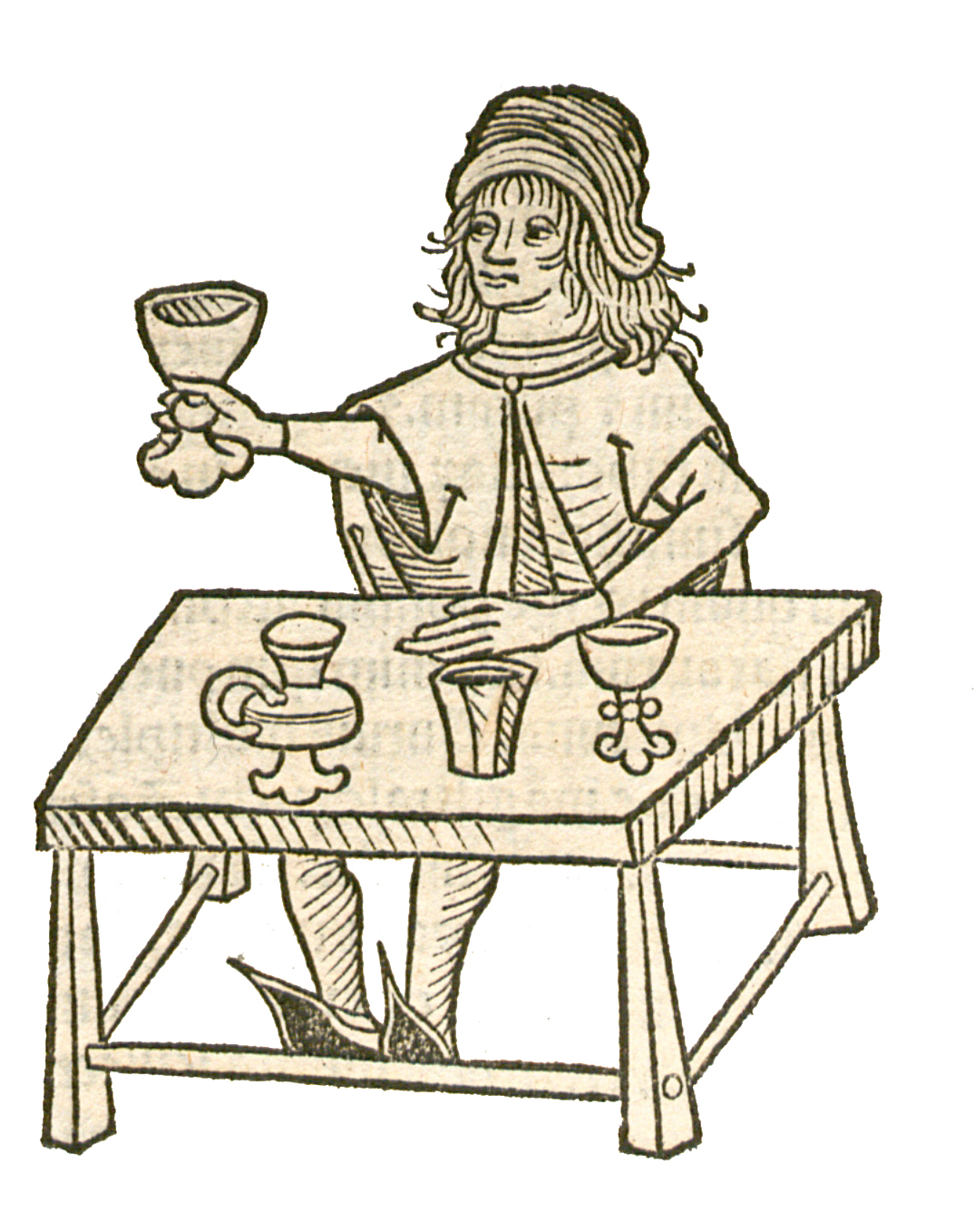
Livre V, chapitre 18. Aurum – Or
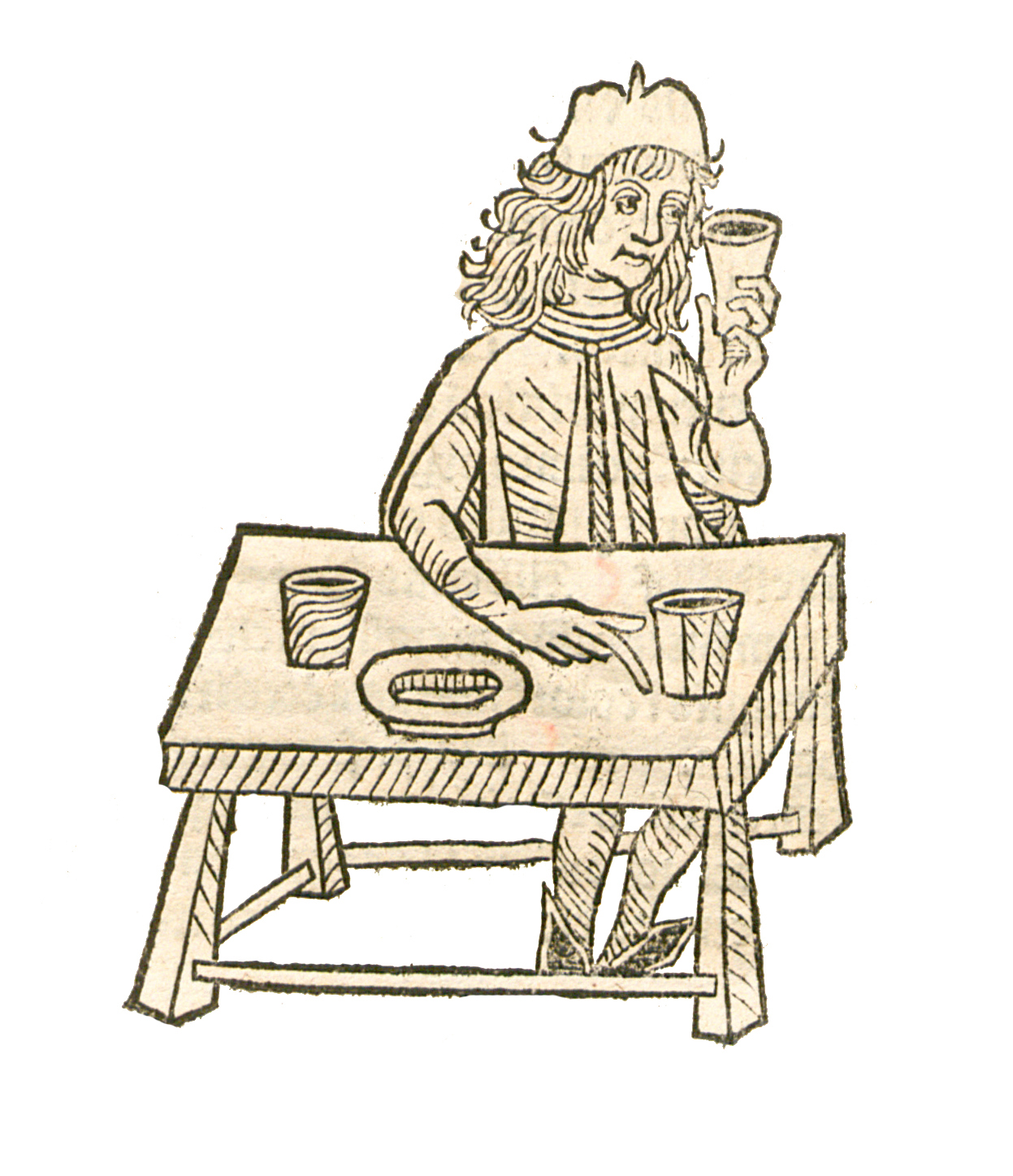
Livre V, chapitre 20. Argentum – Argent
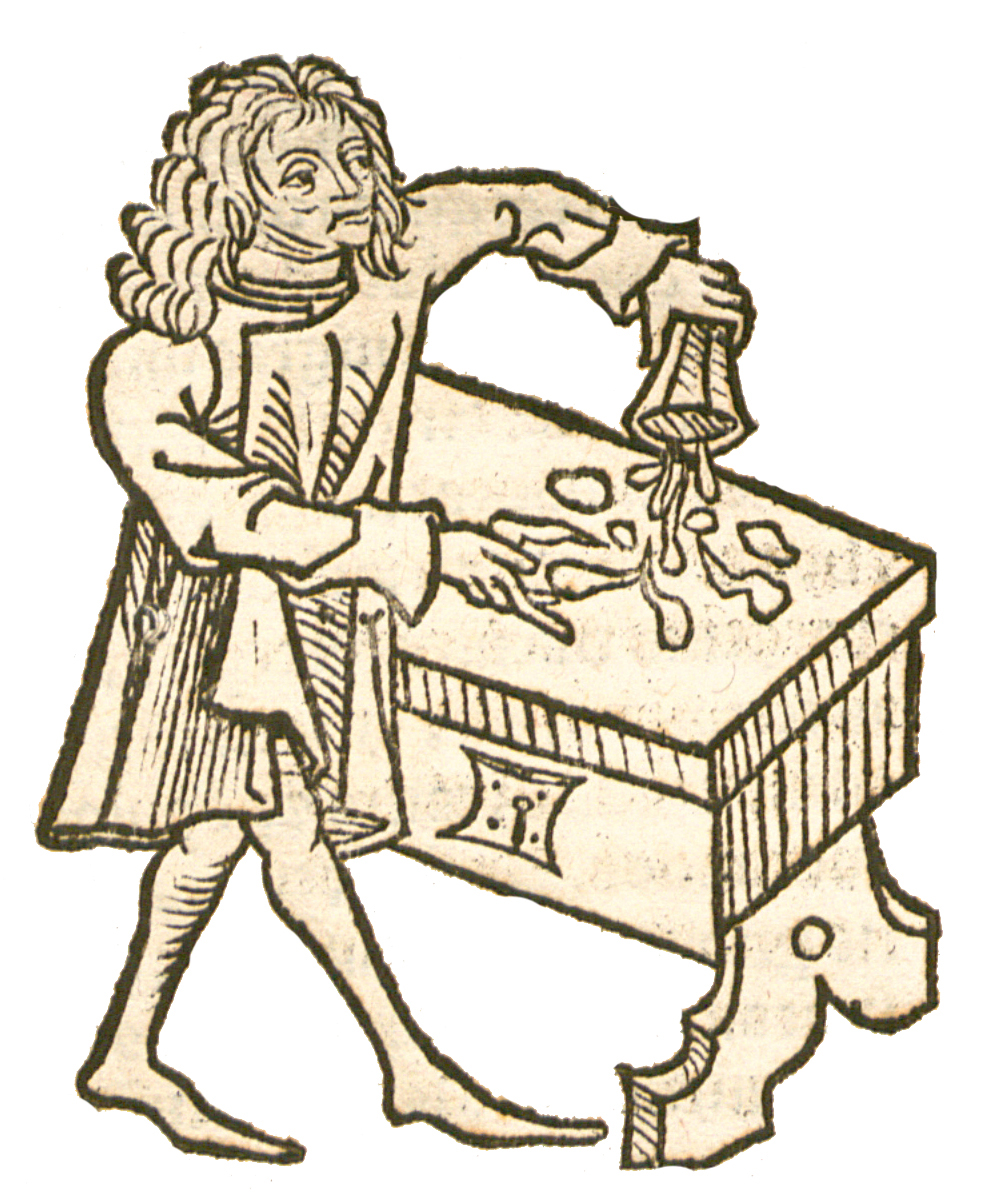
Livre V, chapitre 21. Argentum vivum – Mercure
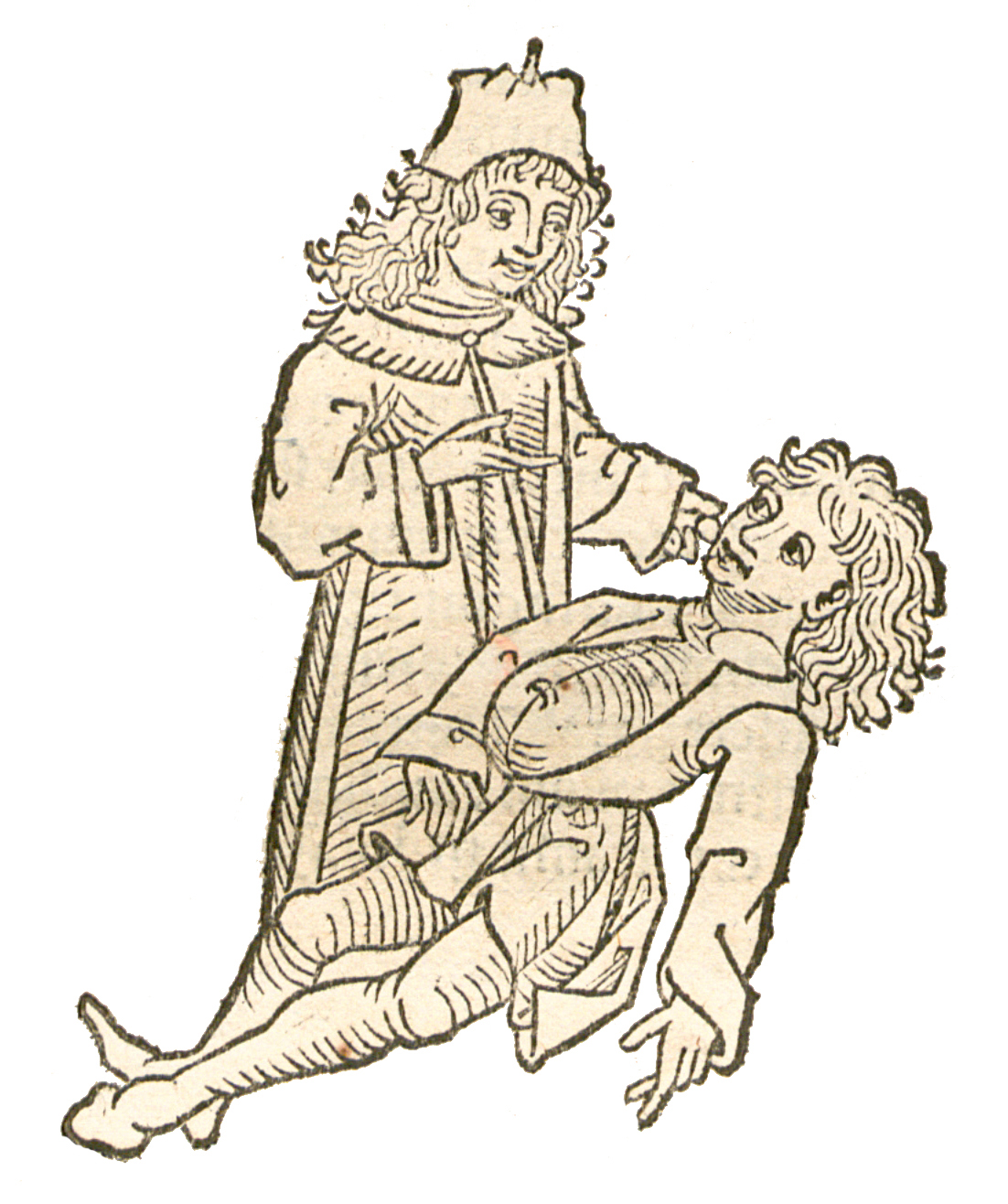
Livre V, chapitre 24. Bezaar – Bézoard
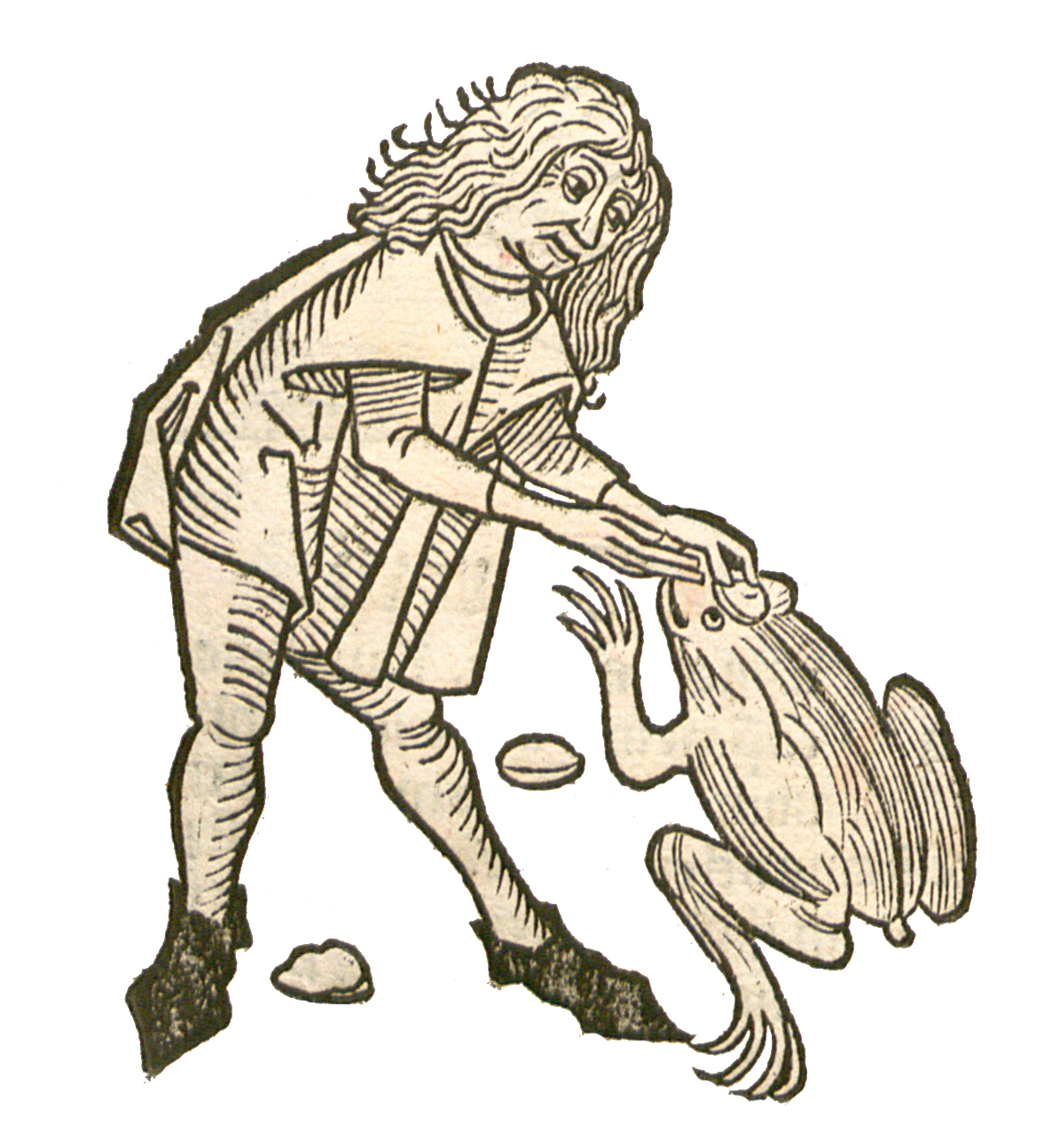
Livre V, chapitre 27. ..... Borax – Crapaudine
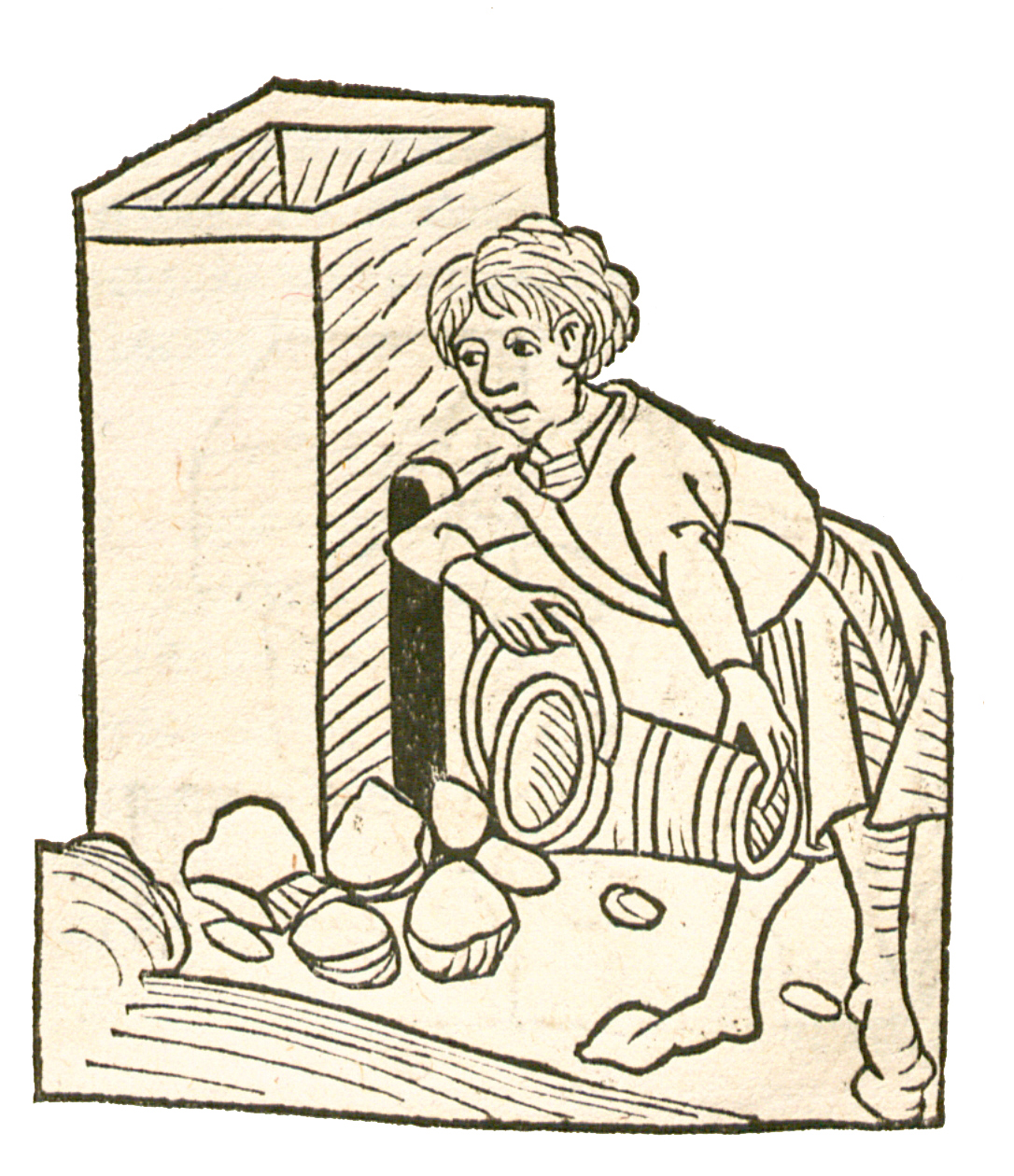
Livre V, chapitre 30. ..... Calx – Oxyde de calcium
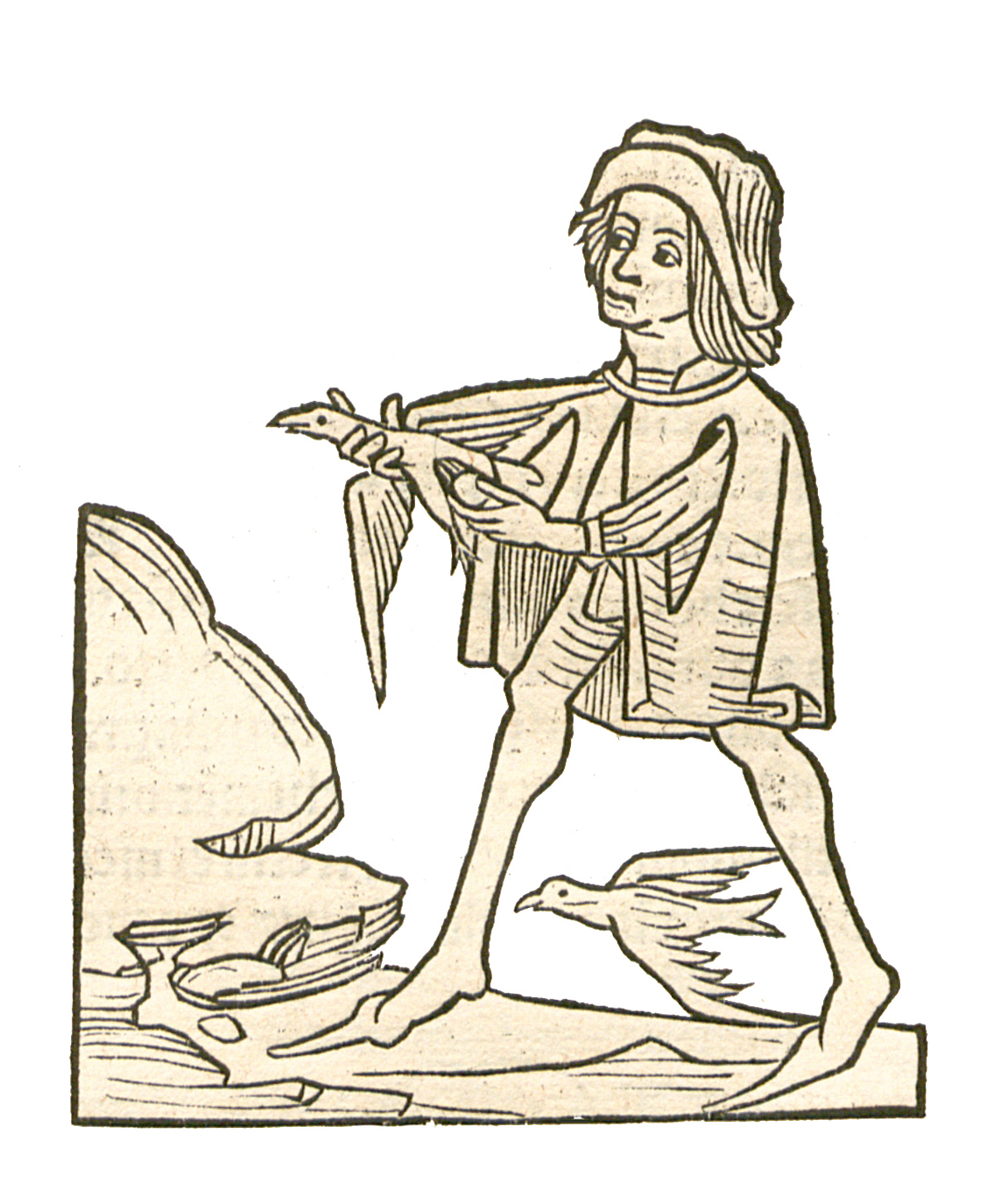
Livre V, chapitre 33. Celidonius – Pierre de l’estomac de l’hirondelle
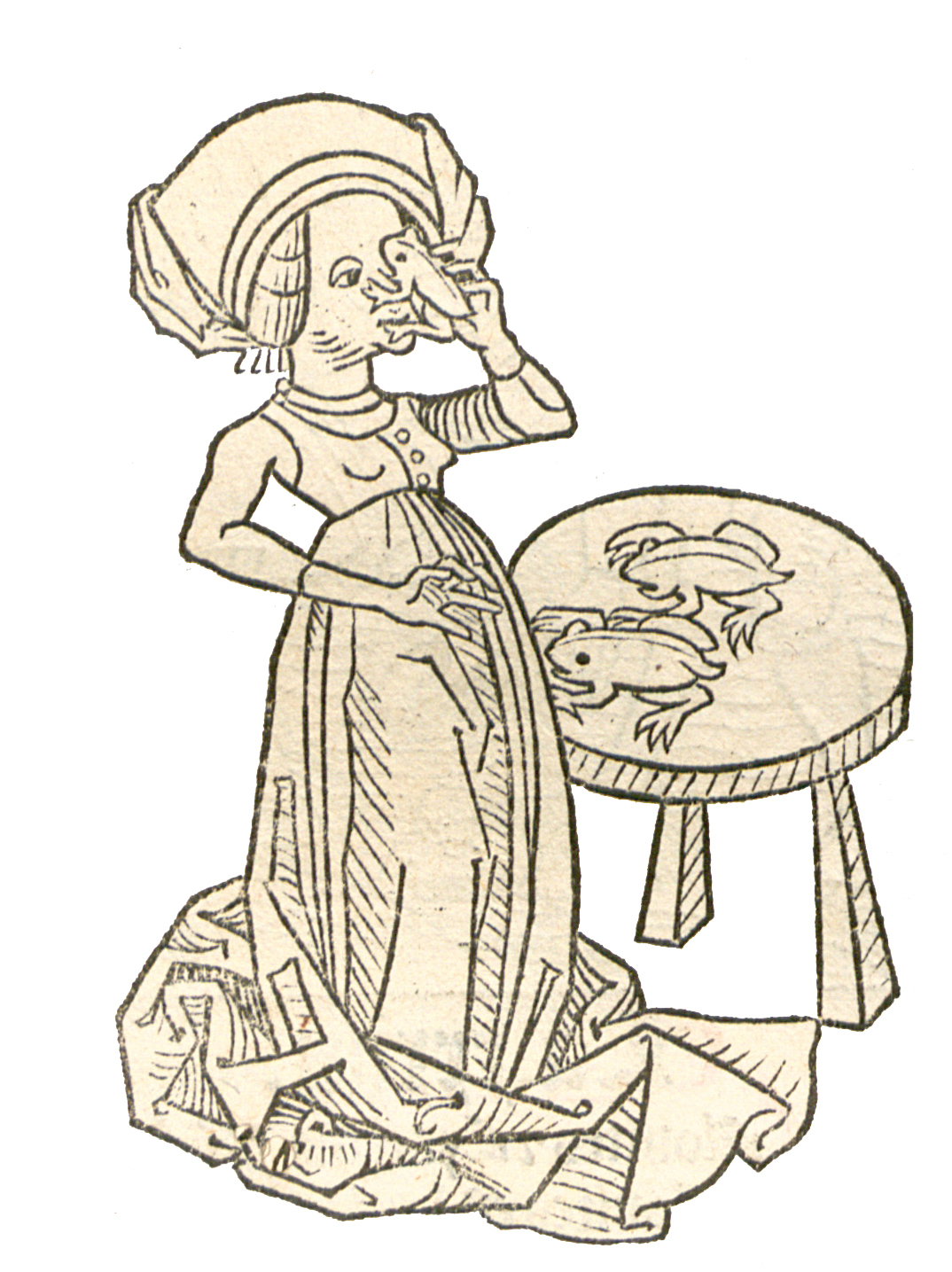
Livre V, chapitre 35. Cerusa – Céruse
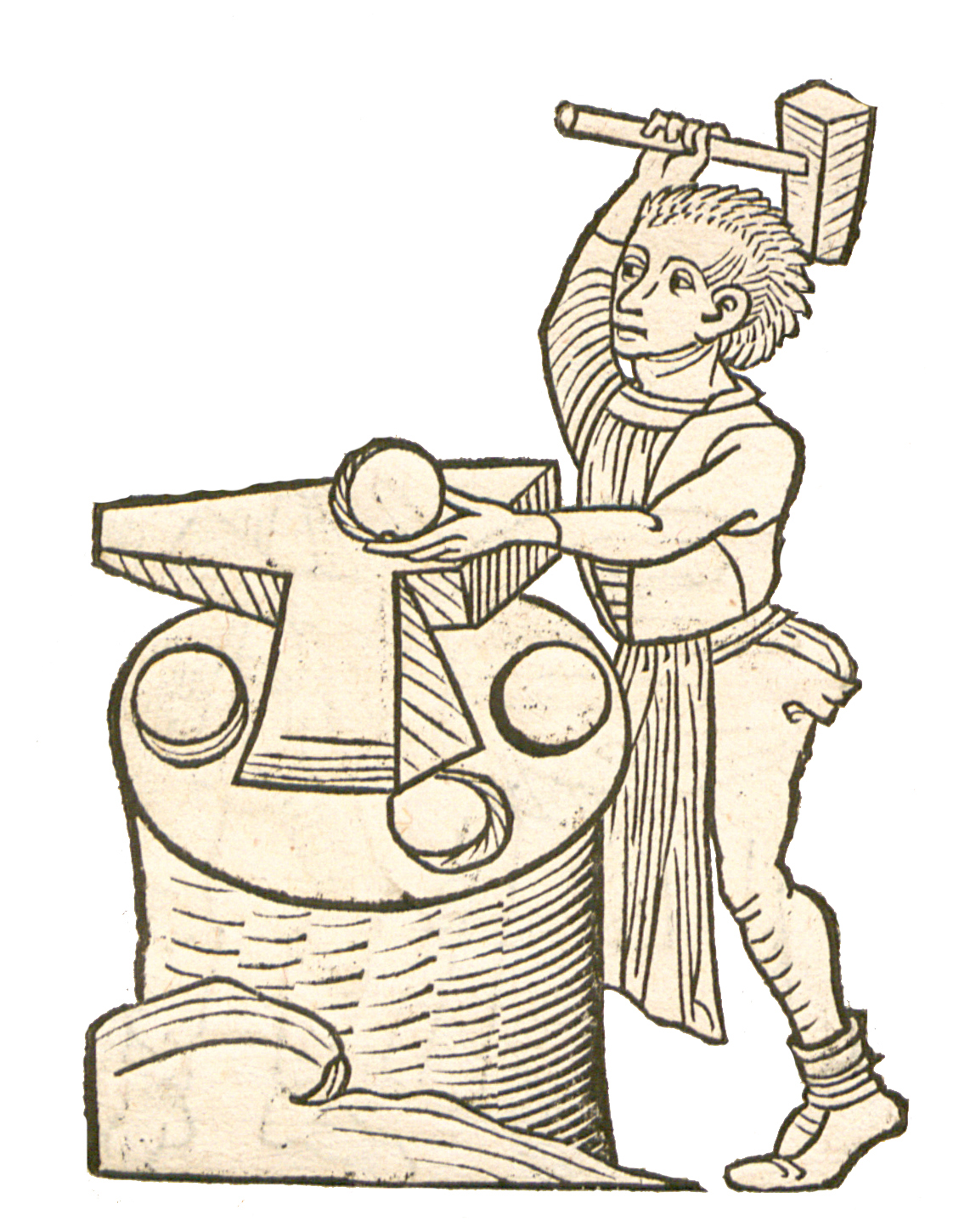
Livre V, chapitre 46. Cuprum – Cuivre
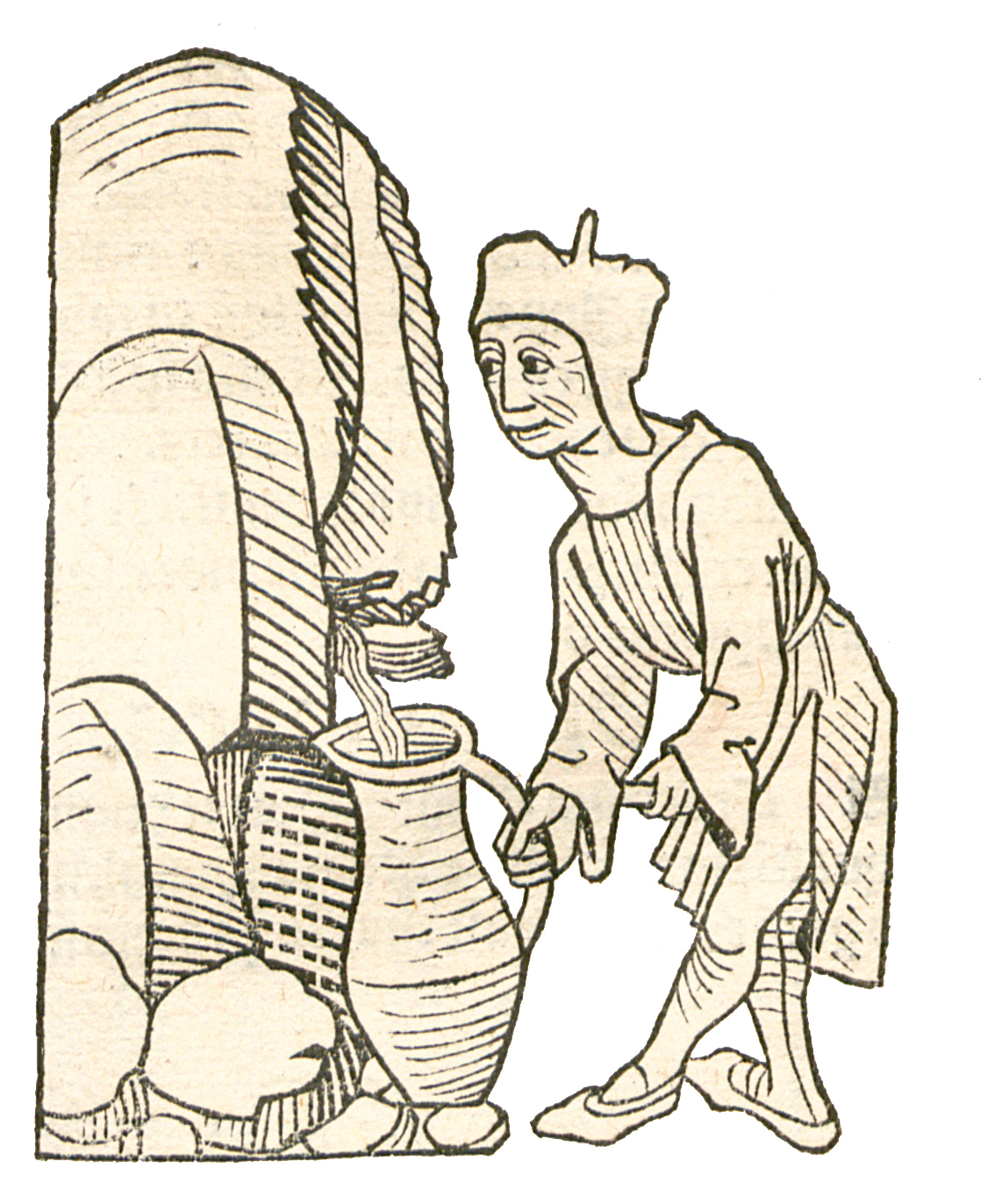
Livre V, chapitre 101. Petroleum – Pétrole
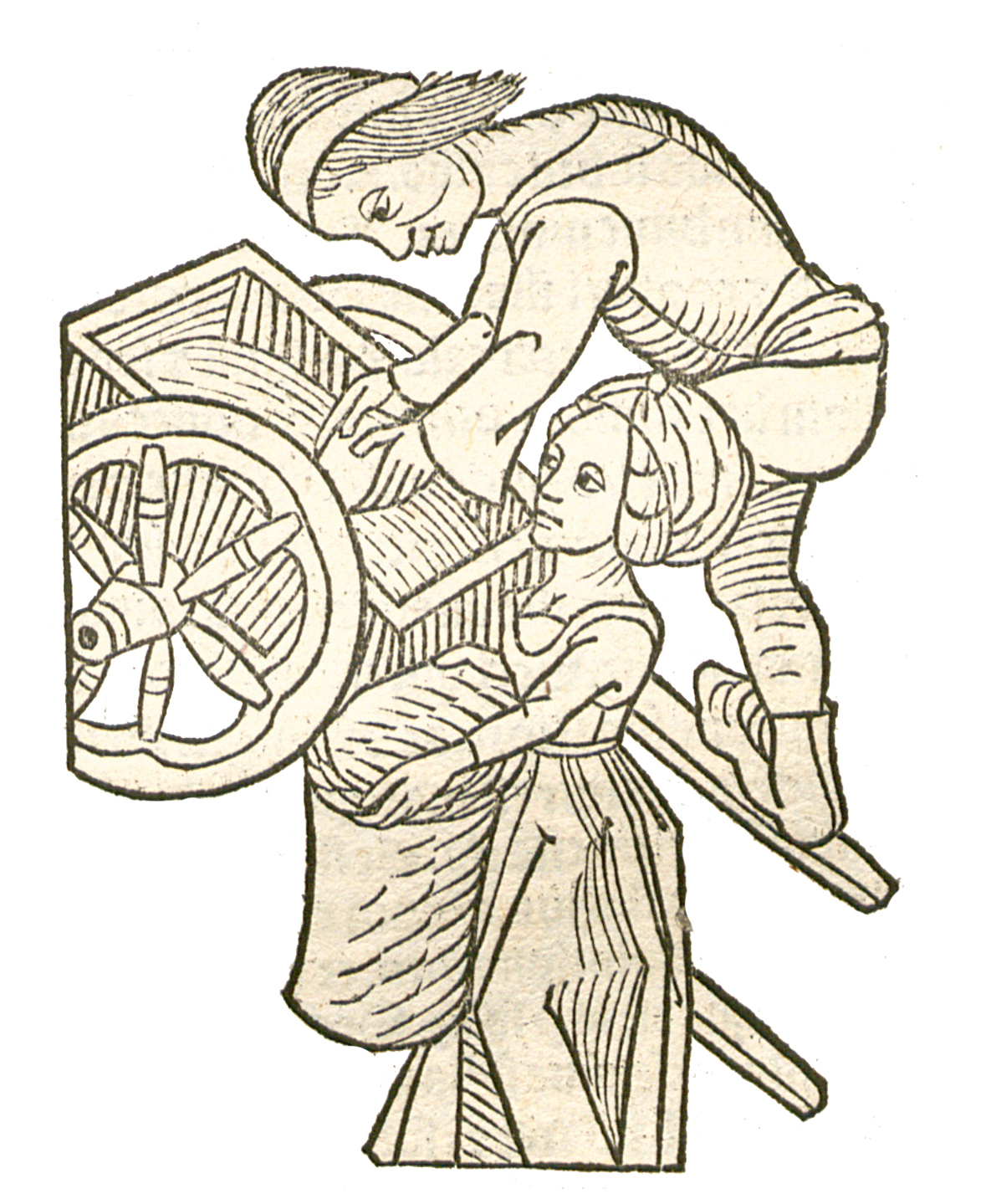
Livre V, chapitre 124. ..... Sal – Sel
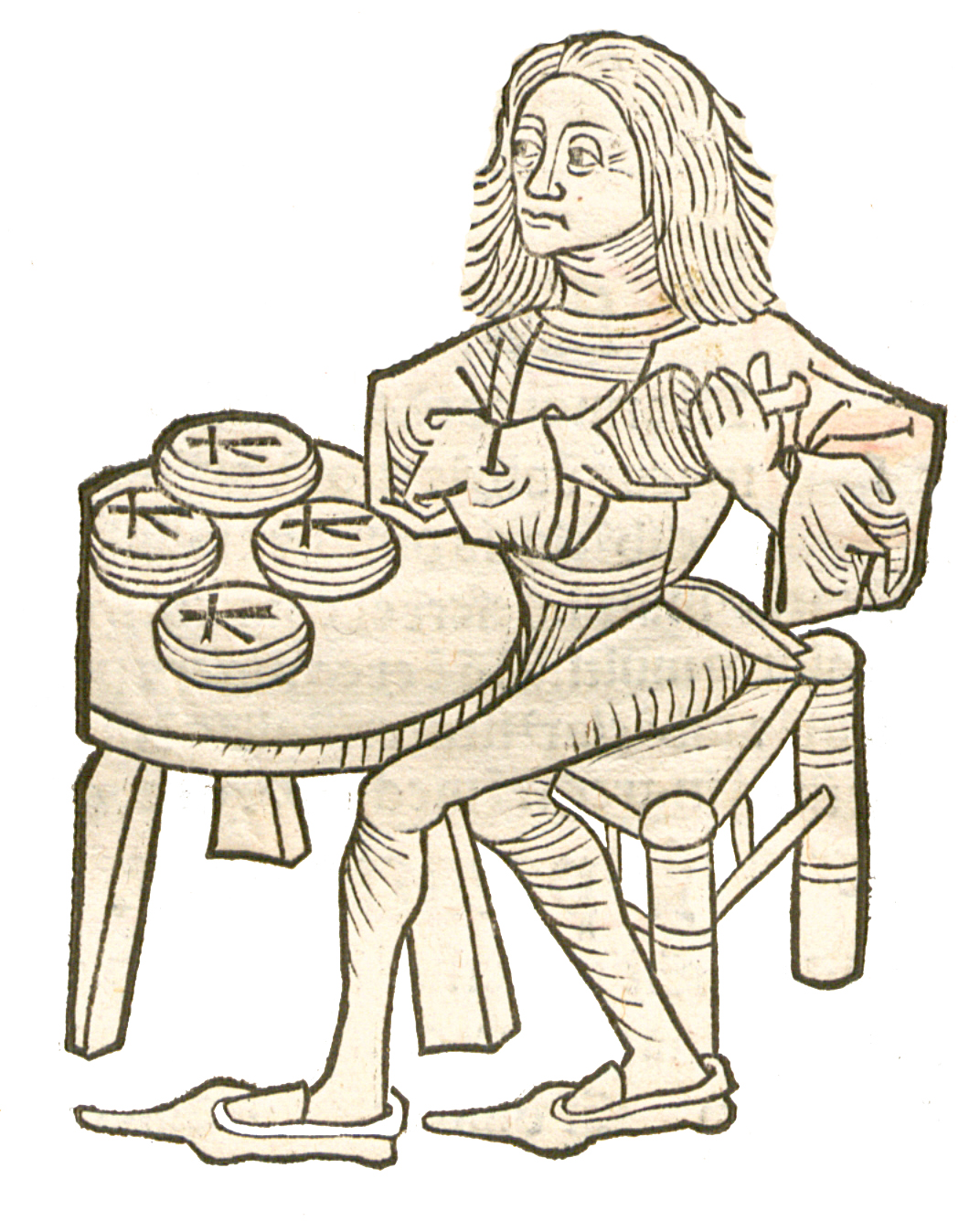
Livre V, chapitre 130. Terra sigillata
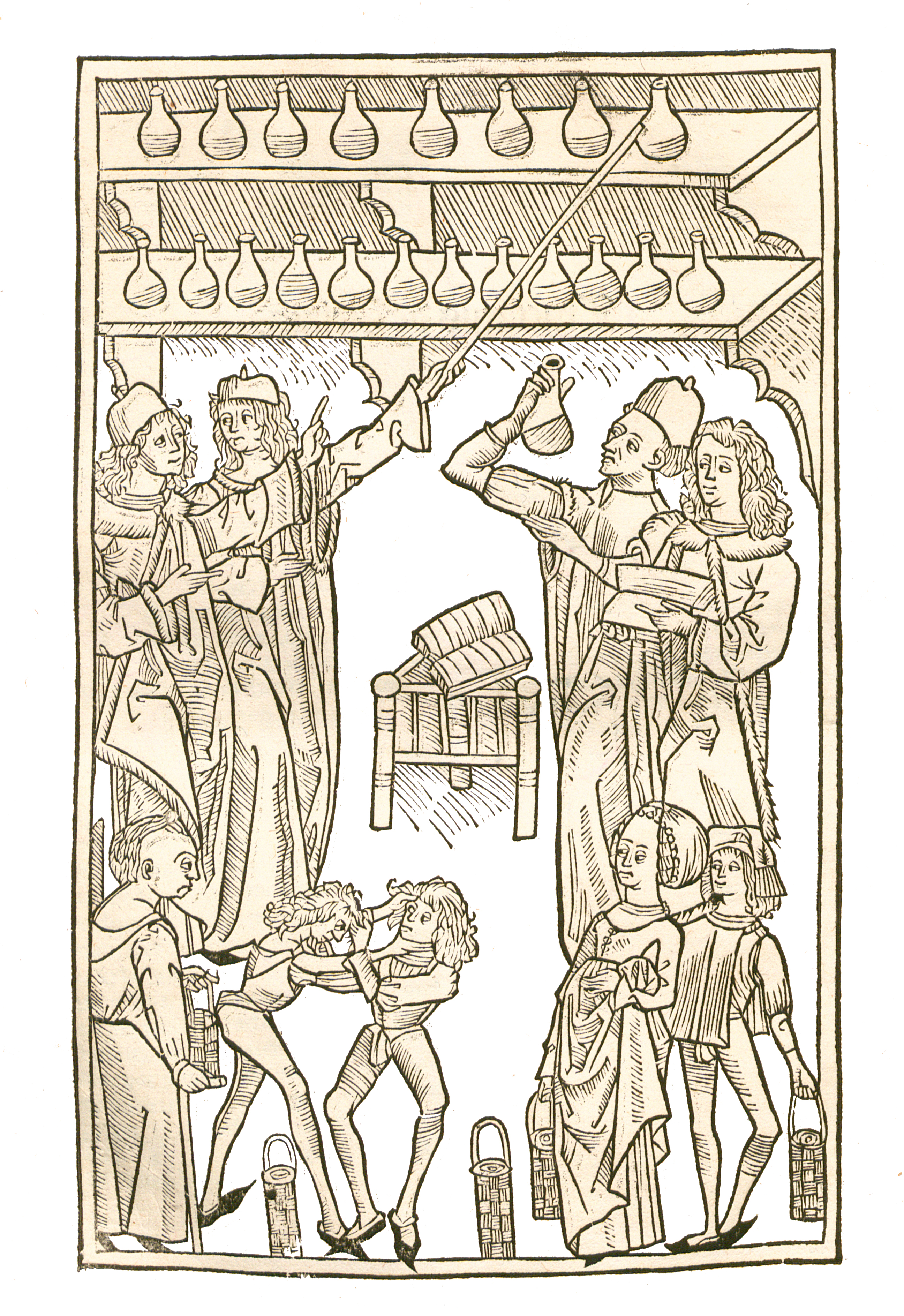
Titelblatt zum Abschnitt Uroscopie
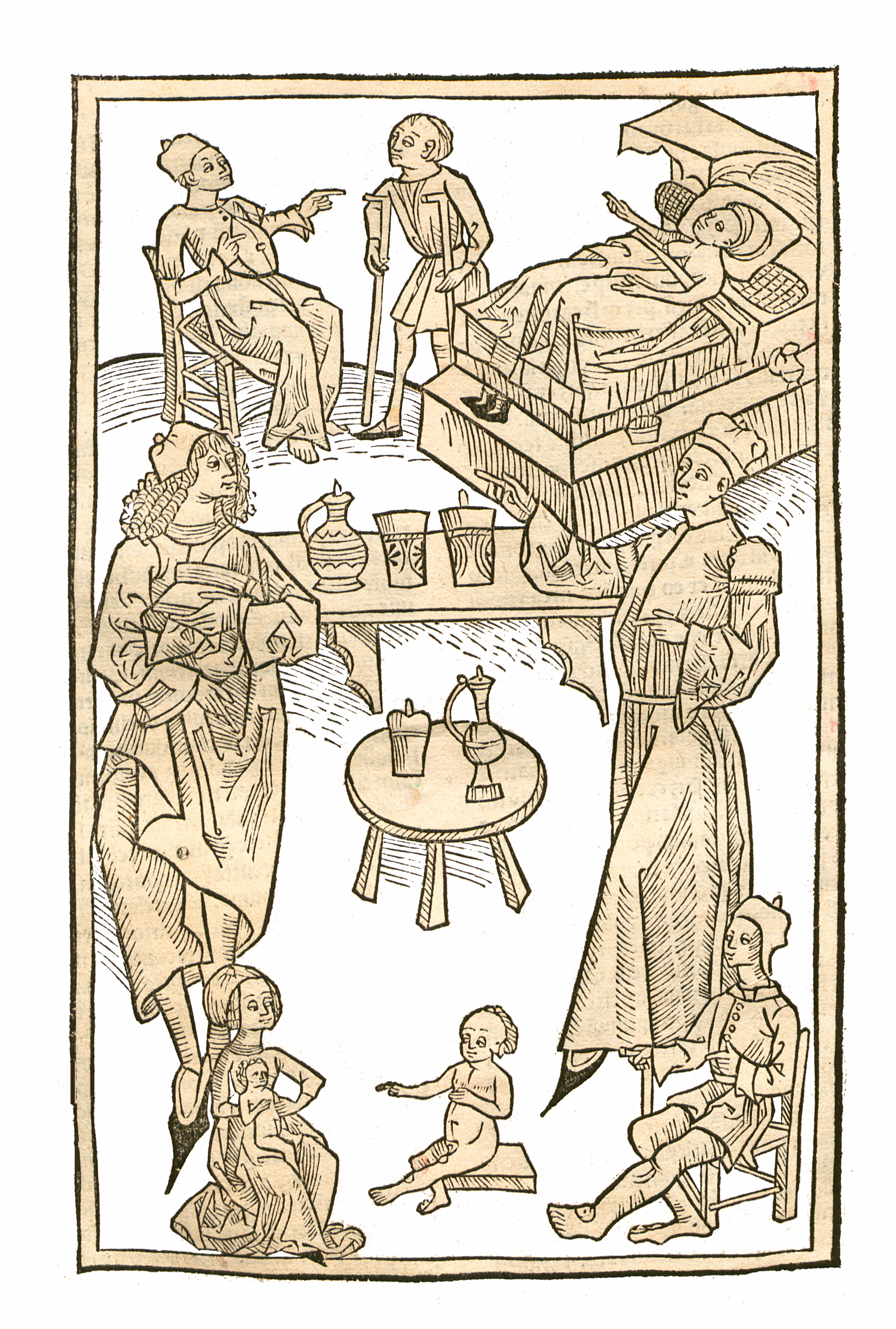
Feuille de clôture

## Littérature
- Brigitte Baumann, Helmut Baumann: Die Mainzer Kräuterbuch-Inkunabeln – „Herbarius Moguntinus“ (1484) – „Gart der Gesundheit“ (1485) – „Hortus Sanitatis“ (1491). Wissenschaftshistorische Untersuchung der drei Prototypen botanisch-medizinischer Literatur des Spätmittelalters. Hiersemann, Stuttgart 2010,  (ISBN 978-3-7772-1020-9).
- Hermann Fischer: Mittelalterliche Pflanzenkunde. Verlag der Münchner Drucke, Munich, 1929, p. 94–104.
- Gundolf Keil: Hortus sanitatis. In: Verfasserlexikon. 2e édition. Band 4, Sp. 154–164.
- Gundolf Keil: ‚Hortus sanitatis‘. In: Werner E. Gerabek, Bernhard D. Haage, Gundolf Keil, Wolfgang Wegner (Hrsg.): Enzyklopädie Medizingeschichte. De Gruyter, Berlin/New York 2005,  (ISBN 3-11-015714-4), S. 618 f.
- Gundolf Keil: Hortus Sanitatis, Gart der Gesundheit, Gaerde der Sunthede. In: Elisabeth B. MacDougall (Hrsg.): Medieval Gardens. (= Dumbarton Oaks Colloquium on the history of landscape architecture. Band 9). Washington, 1986.
- Arnold C. Klebs: Herbal facts and thoughts. L’art ancien S. A., Lugano 1925.
- Arnold C. Klebs: Incunabula scientifica et medica. Brügge 1938 (Nachdruck Olms, Hildesheim 2004), p. 172.